# Музей витончених мистецтв (Бостон)
Музей витончених мистецтв (англ. Museum of Fine Arts) — один з найбільших у США художніх музеїв міста Бостона.

## Заснування і будівлі

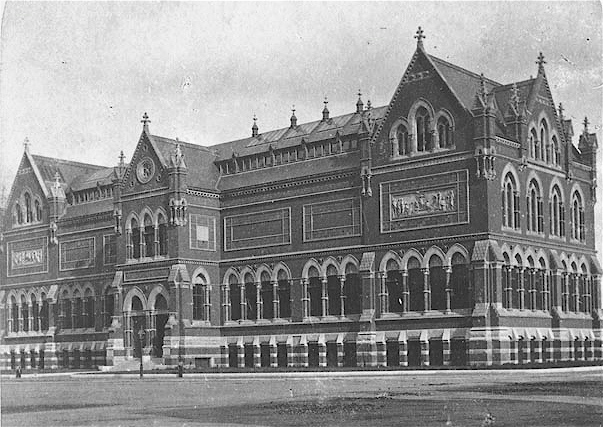
Первісна неоготична будівля музею.

Попередником музею була Художня галерея Бостона — Атенеум. Музей образотворчих мистецтв засновано у 1870 році, а перша частина експонатів отримана з Бостонського Атенеуму. Але він розпочинався як бібліотека. що періодично проводила виставки закордонних художників. Серед інших, тут виставляли і твори француза Франсуа Мілле. Твори можна було придбати і таким чином у Бостоні з часом накопичилася значна кількість робіт Мілле, одна з найкращих за межами Франції.
Перша будівля створена за проектом, що розробив архітектор Джон Габбард Стерджіс в стилі неоготика. Музейна колекція перебувала тут у 1876-1909 роках. Куратором відділу мистецтв країн Далекого Сходу певний час тут працював науковець і філософ — Ернест Феноллоза.

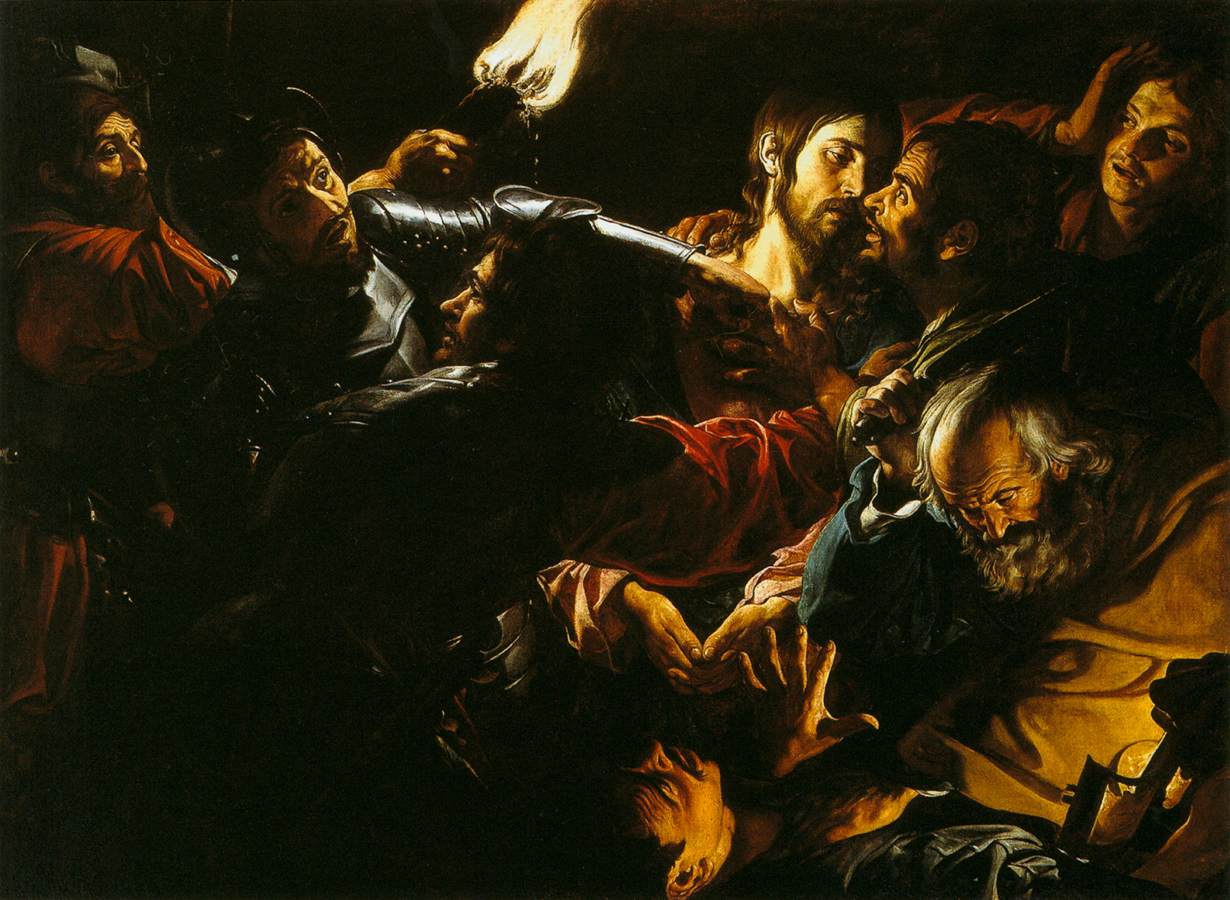
Худ. Жерар Дюфе, «Христа беруть під варту», 1620 рік.

Новий етап розпочався у 1907 році, коли було прийняте рішення розширити музей, але поволі і у декілька етапів, в залежності від отриманих коштів. Першою була будівля за проектом архітектора Гая Лоуелла в неокласичному стилі. Саме тут і розмістили картинну галерею у 1909 році. Було проведене розгалуження мистецьких закладів. Атенеум став бібліотекою, а музей образотворчих мисецтв переїхав у неокласичну споруду, розташовану га відстані близько 2 кілометрів від первісної. Неоготичну споруду з часом зруйнували, а на її місці згодом збудували готель «Коплі Плаза».
Художник Джон Сінгер Сарджент протягом 1916-1925 років працював над декором колонади музею. Протягом наступних десятиліть музей добудовували. У 1968 році музей отримав нове крило для експозиції декоративно-ужиткового мистецтва. Серед запрошених до праці в музеї — архітектор Бей Юймін (нар. 1917), що створив новий вхід в музей Лувр. Прибудову, яку спроектував Бей Юймін, контрастує за форами архітектури з неокласичною спорудою, але поєднана з нею матеріалом. Вона облицьована гранітом, що узяли з того самого родовища.
У 1997 році прибудували садовий дворик з галереями і терасою, де розмістили кафе, ресторан, музейний магазин, виставкові зали.
З середини 2000 років музей після отримання коштів розпочав нову прибудову — крило, де розмістять твори мистецтва Південної, Північної і Центральної Америки. Так зване Американське крило музею відкрито 20 листопада 2010 року, з безкоштовним входом для відвідин. Кількість творів мистецтва в музеї перевищує 1.000.000.

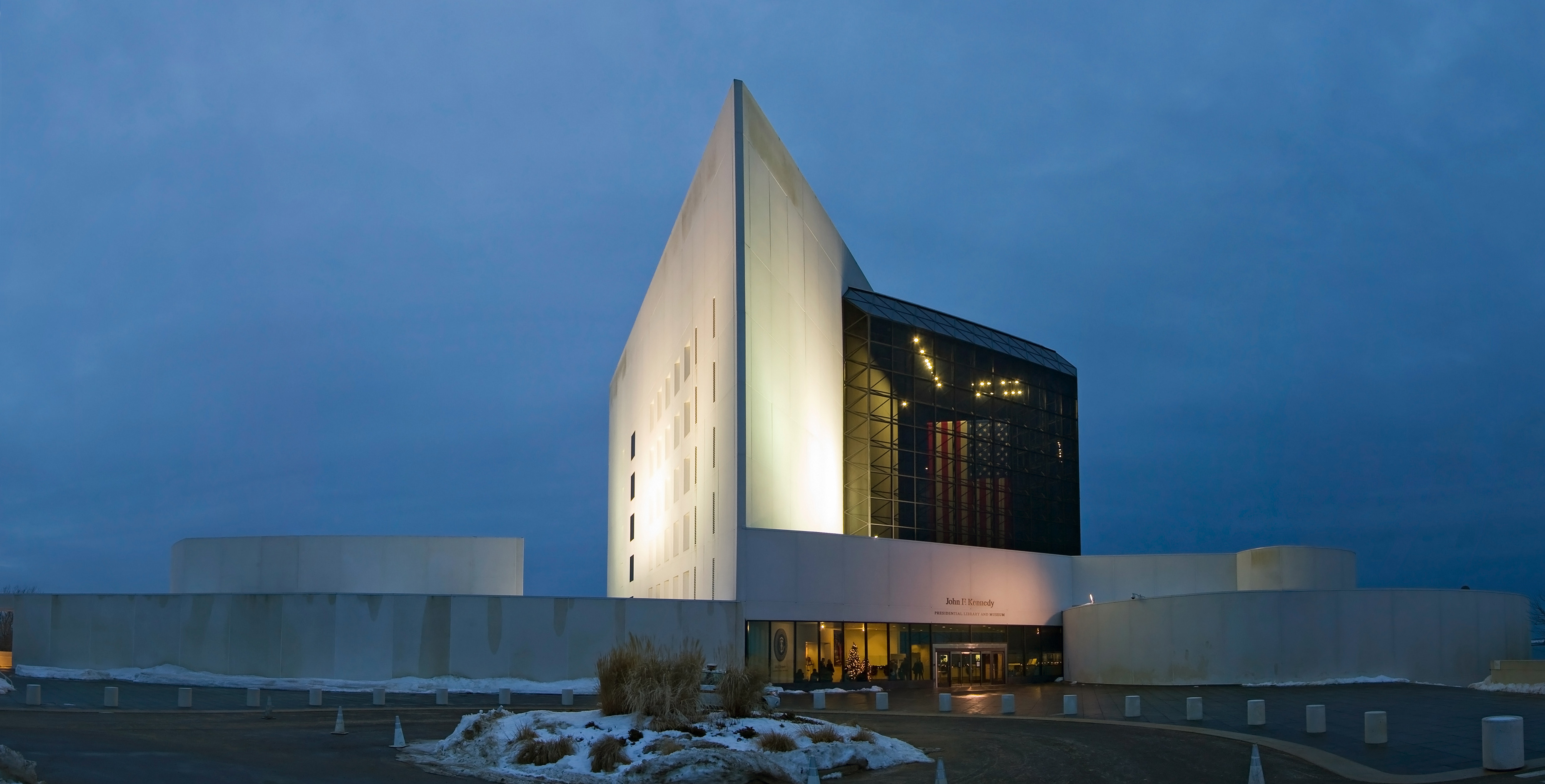
Президентська бібліотека Джона Ф. Кеннеді, Бостон
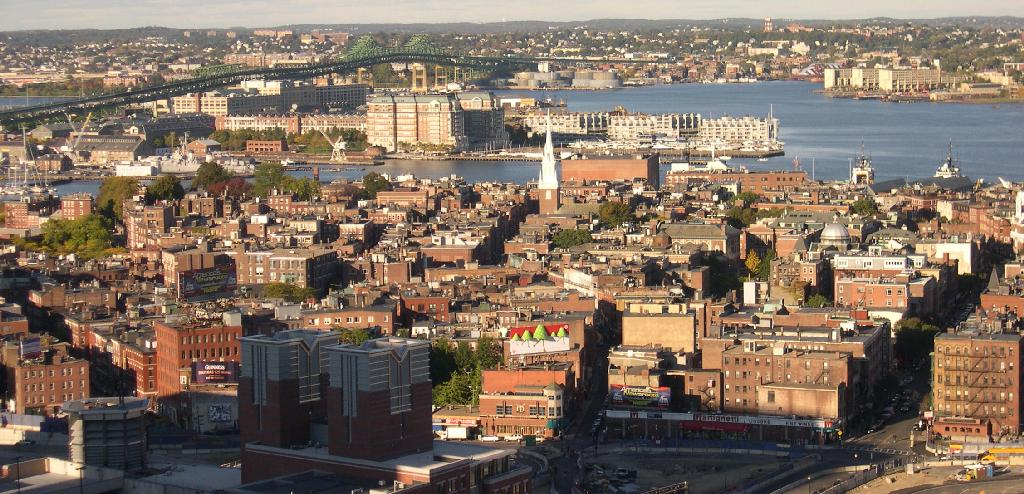
Північний район, Бостон
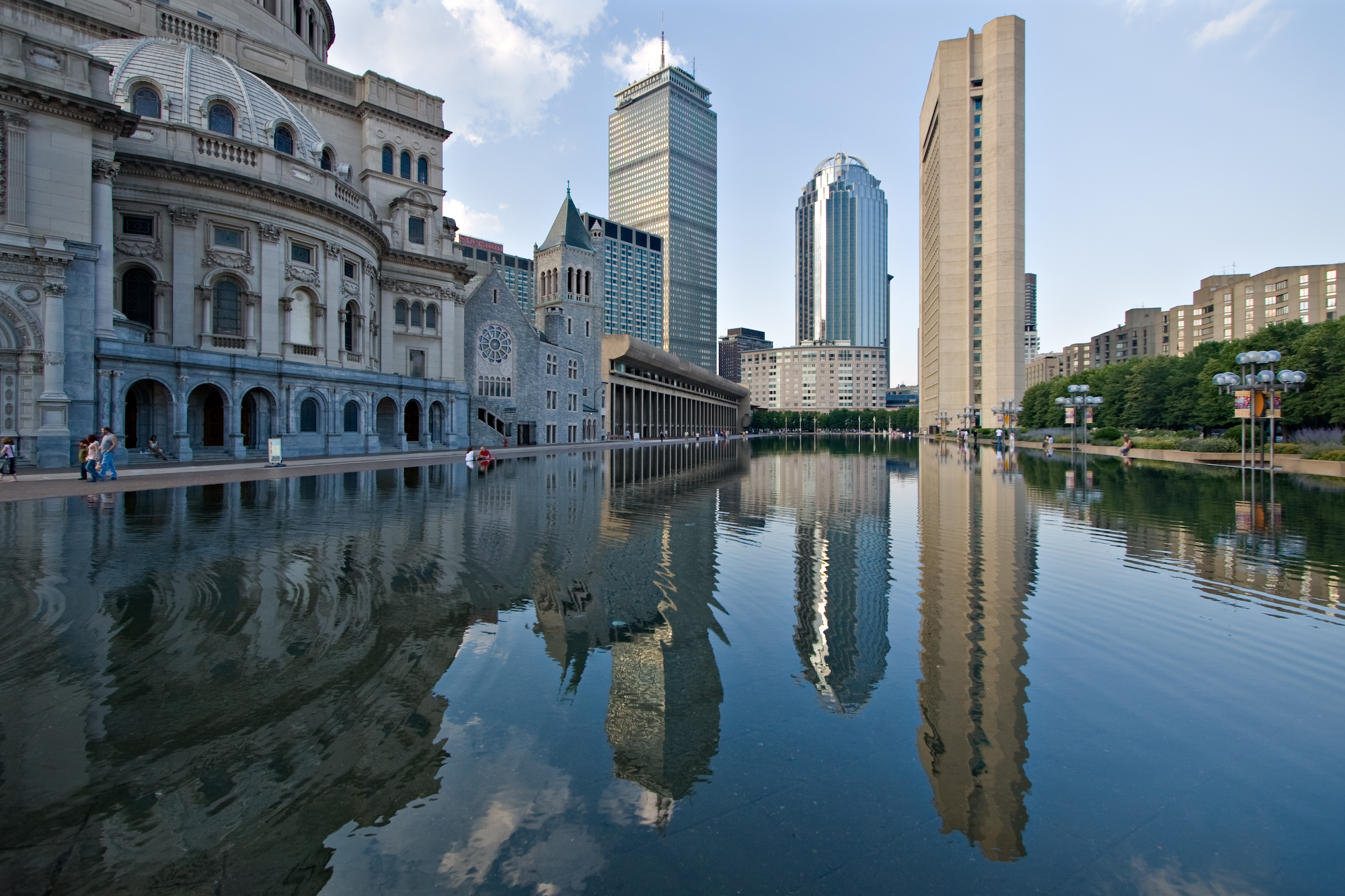
Хмарочоси Бостона
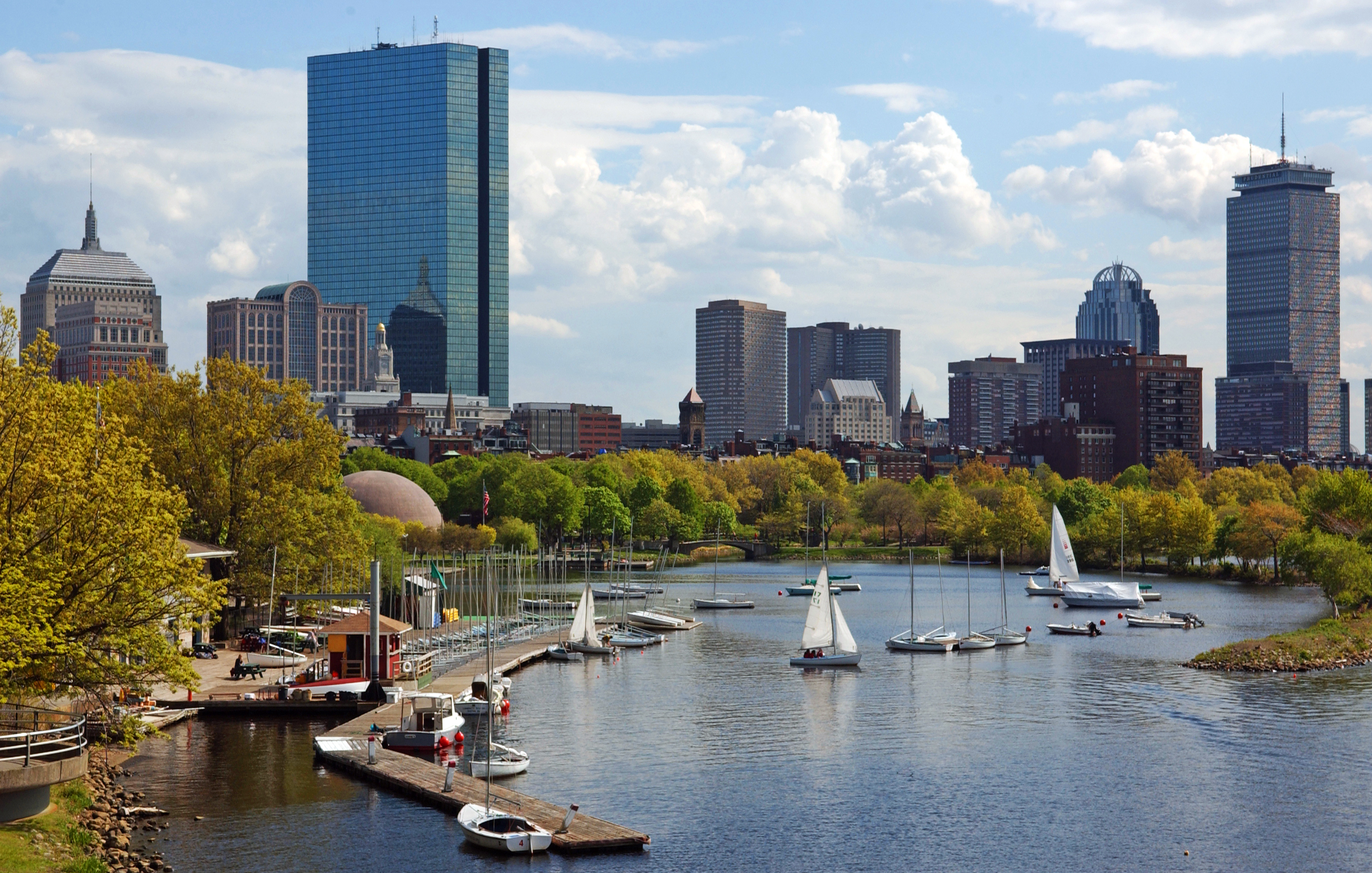

## Головні відділи
- Відділ Стародавнього Єгипту
- Відділ мистецтва Нубії
- Відділ Стародавнього Риму
- Картинна Галерея
- Відділ мистецтва Китаю
- Відділ мистецтва Японії

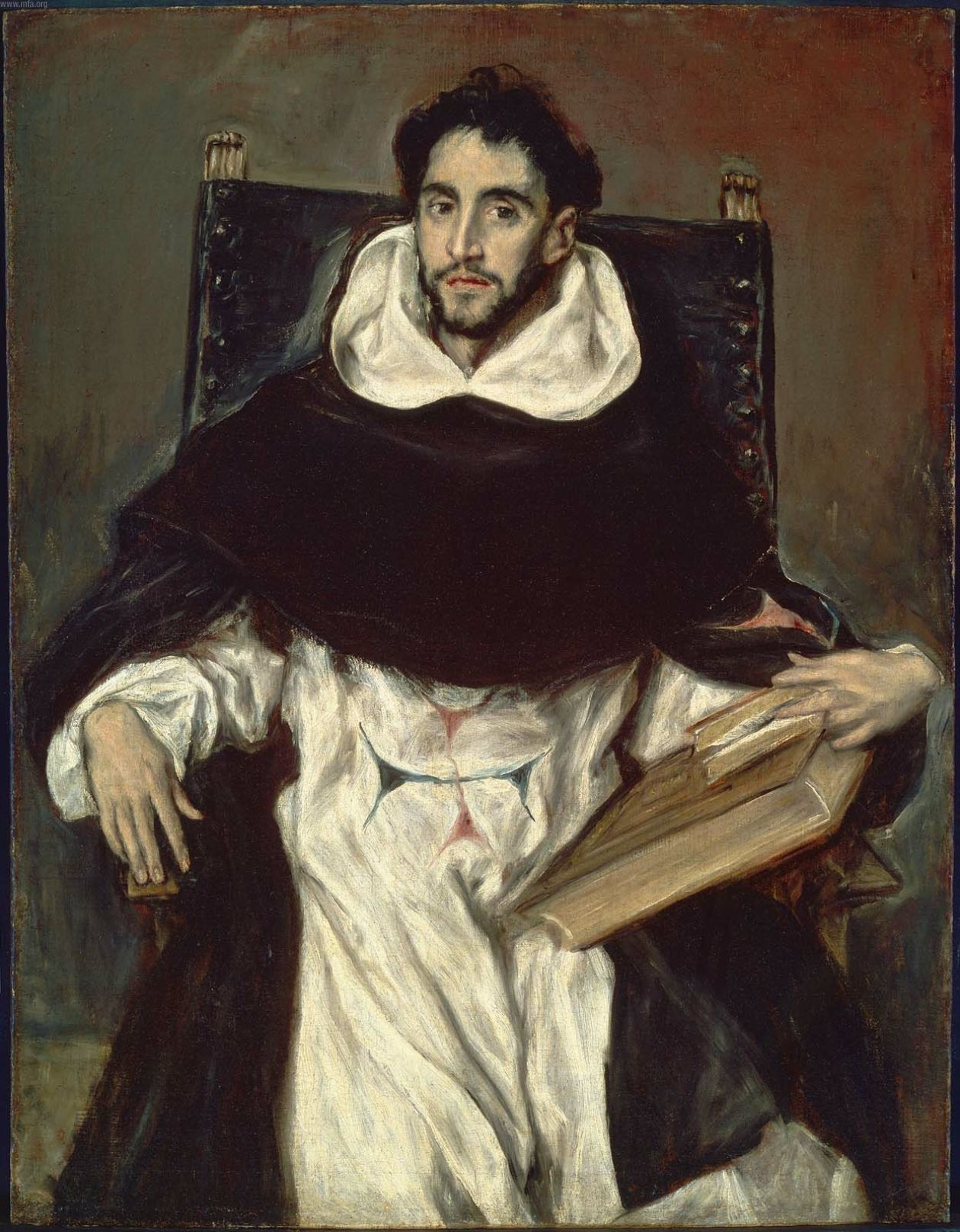
Ель Греко, портрет поета Гортенсіо Паравісіно

- Відділ декоративно-ужиткового мистецтва
- Американське крило
- Відділ фото
- Відділ костюмів
- Бібліотека музею
- Фондосховища
- Виставкові зали, музейна крамниця, кафе.

## Експонати
Картинна галерея музею не відрізняється повнотою чи значною кількістю шедеврів, поступається збіркам музею Художнього інституту Чикаго чи Метрополітен-музею в Нью-Йорку. Тим не менше тут можна познайомитися з окремими творами другорядних митців Італії доби Відродження і бароко, живописом Голландії чи Іспанії XVI-XVII століть, представниками стилю рококо, живописом імпресіонізму, постімпресіонізму і модерних течій ХХ століття. В американському крилі музею — також твори митців США, живопис і скульптура (Гілберт Стюарт, Джон Коплі, Мері Кассат, Джон Сарджент, Цирус Едвід Доллін та інші).

Надзвичайна мистецька вартість притаманна музейним картинам Ель Греко, Франсуа Мілле, ван Гога, Едгара Дега. Серед представлених митців — 

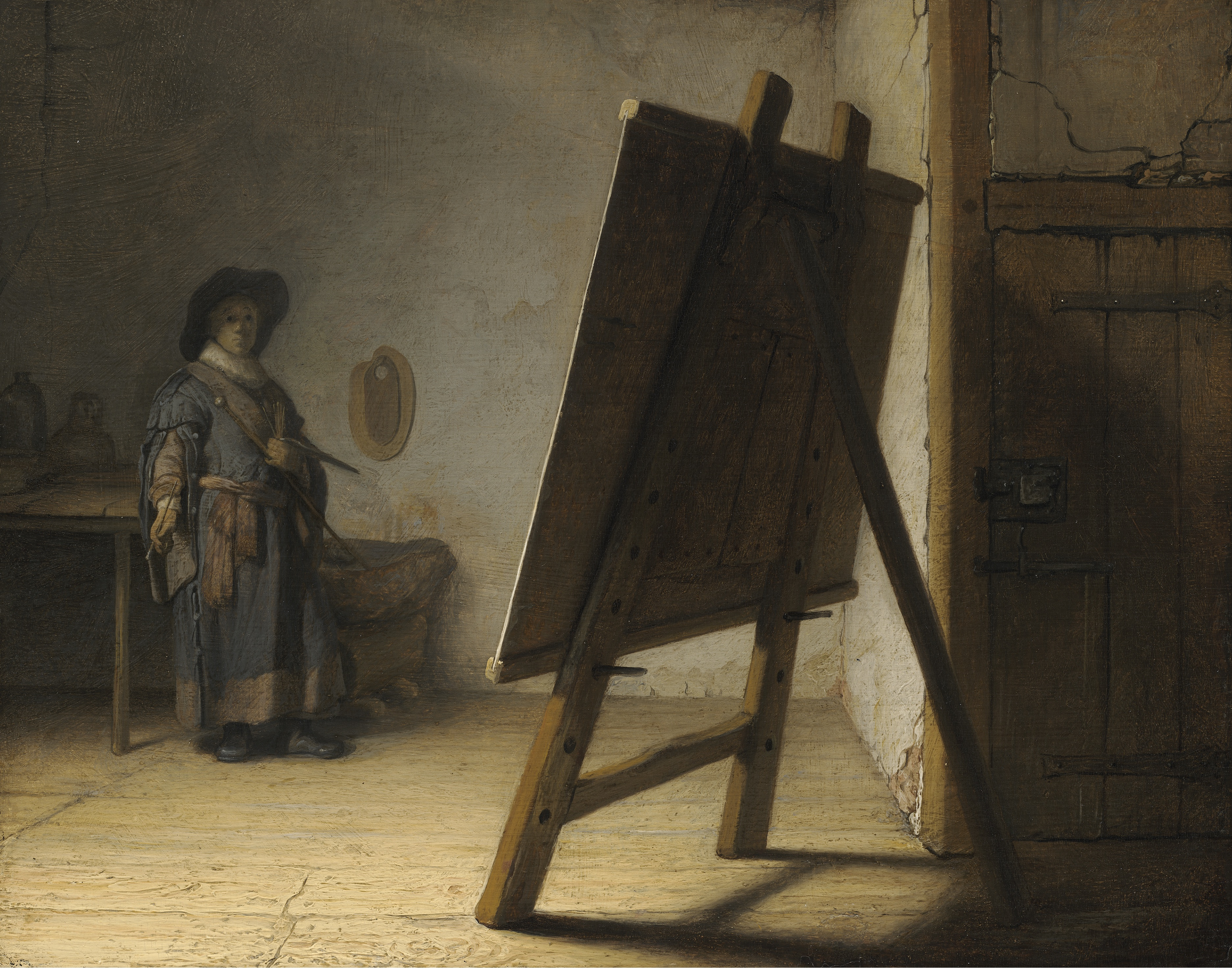
Рембрандт, «Майстерня художника», до 1628 року

- Джентіле Белліні
- Гверчіно
- Доменіко Фетті
- Ель Греко
- Веласкес
- Рембрандт
- Антуан Ватто
- Франсуа Буше
- скульптор Жан Антуан Гудон
- Вільям Тернер
- Франсуа Мілле
- Едуар Мане
- Анрі Тулуз-Лотрек
- П'єр-Огюст Ренуар
- Едгар Дега
- Вінсент ван Гог
- Альфред Сіслей
- Клод Моне
- Поль Сезанн

### Медальєрне мистецтво в зібранні

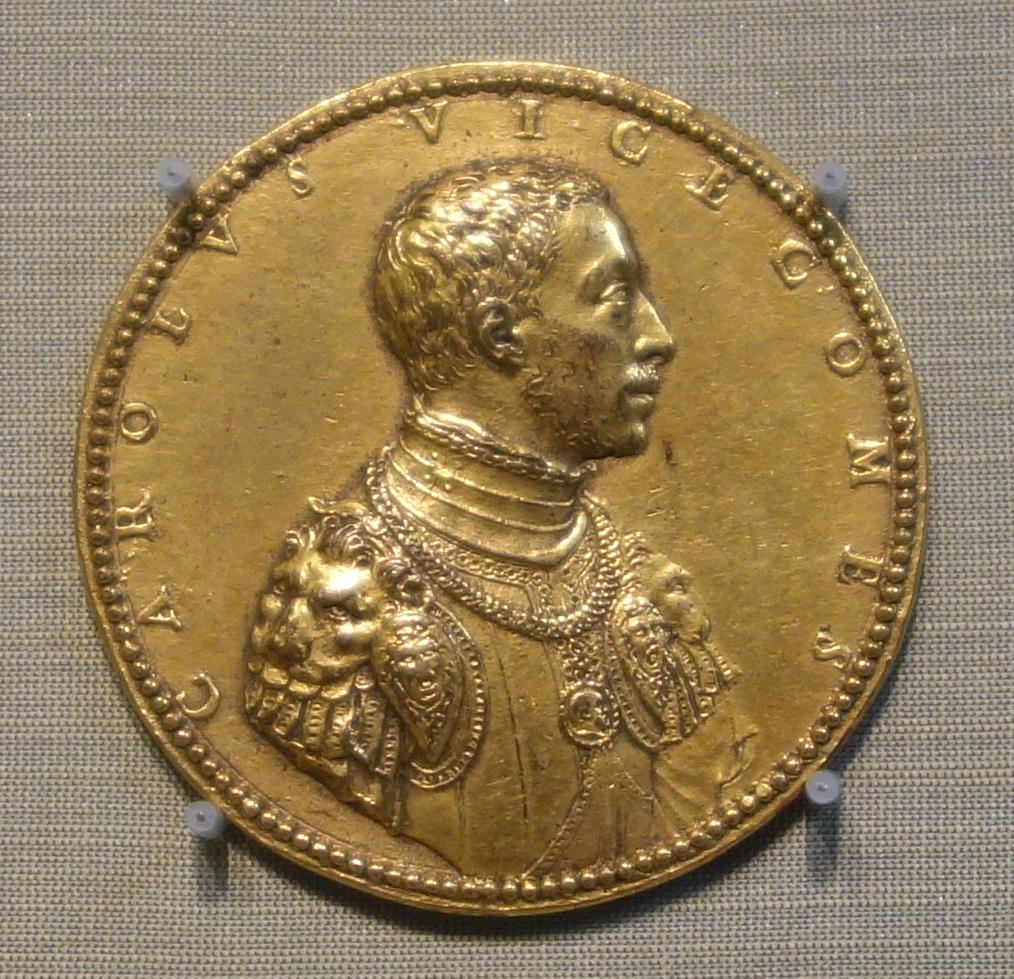
Леоне Леоні. «Карло Вісконті», середина XVI ст. Музей витончених мистецтв (Бостон)

### Стародавній Єгипет

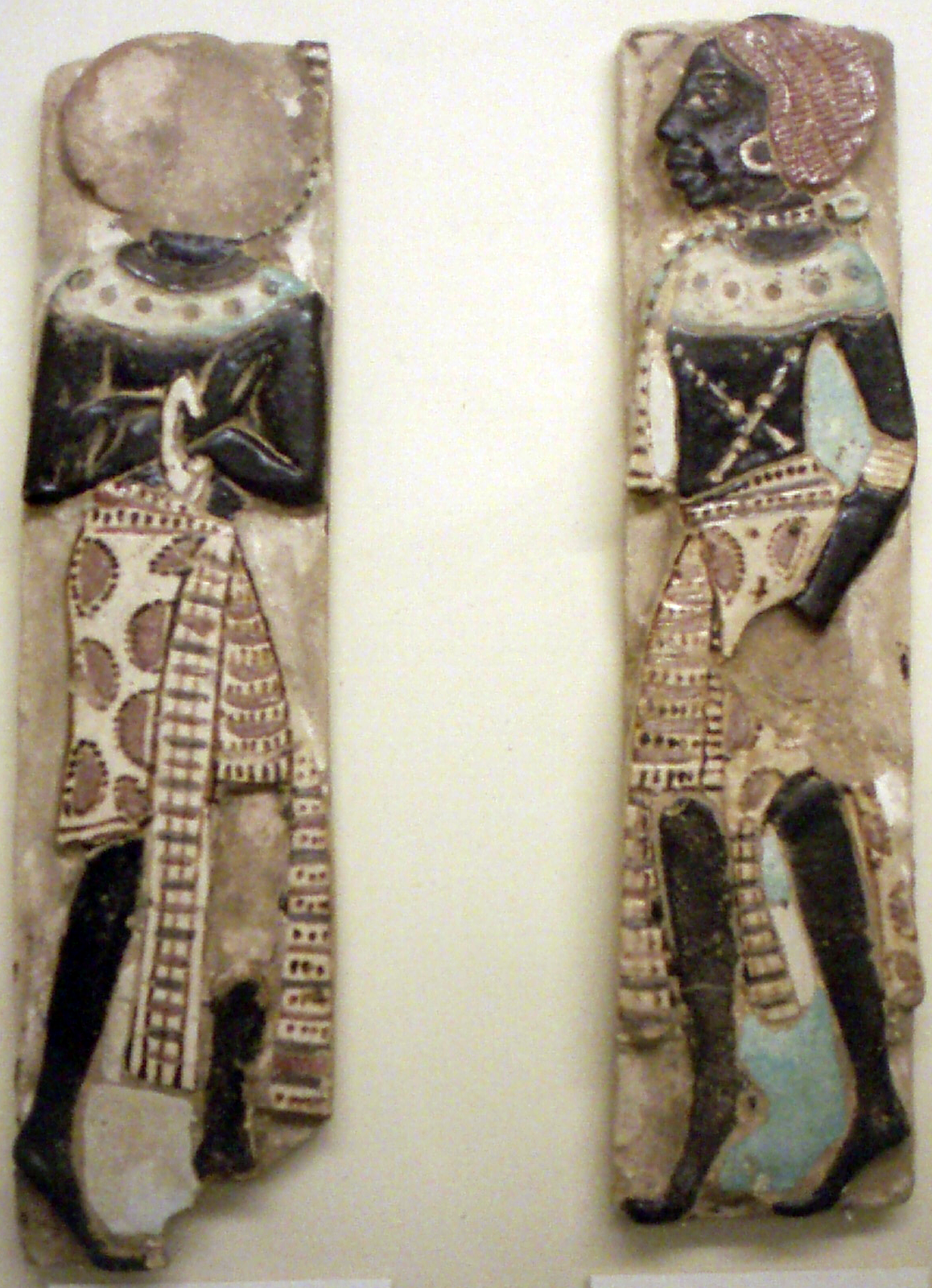
Артефакти з Нубії
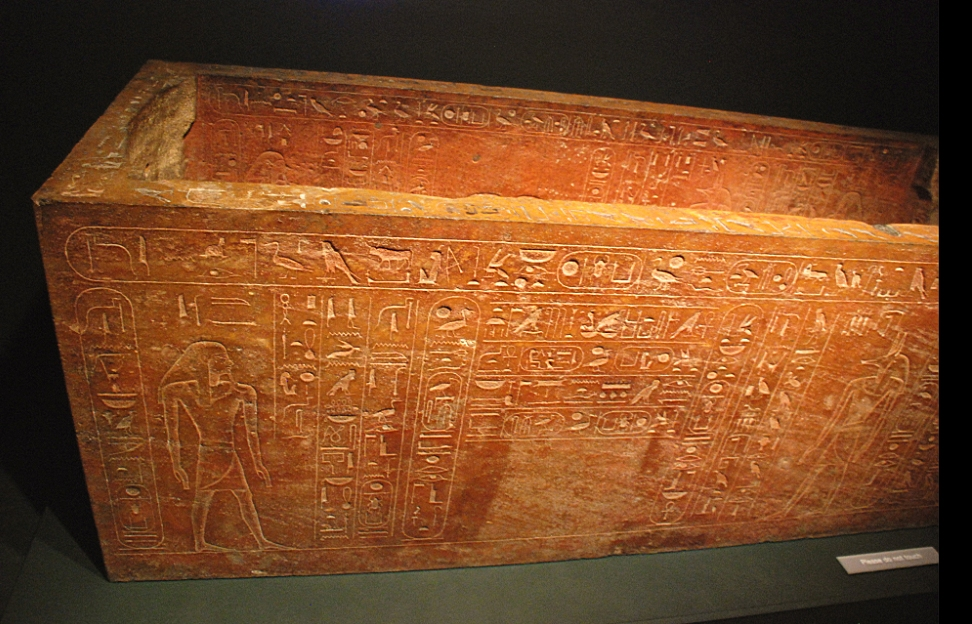
Саркофаг Хатшепсут
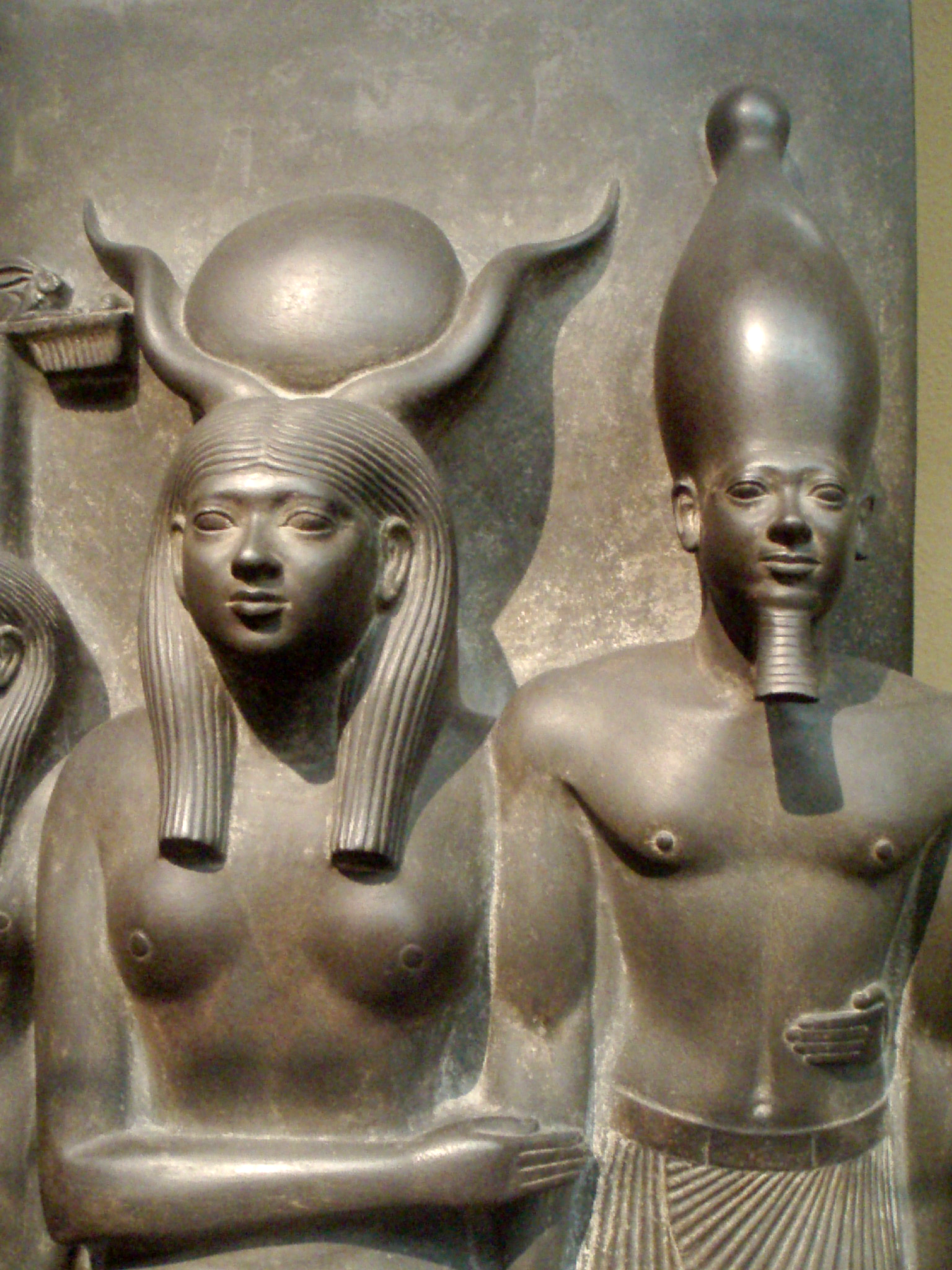
Мекаура і богиня Хатор
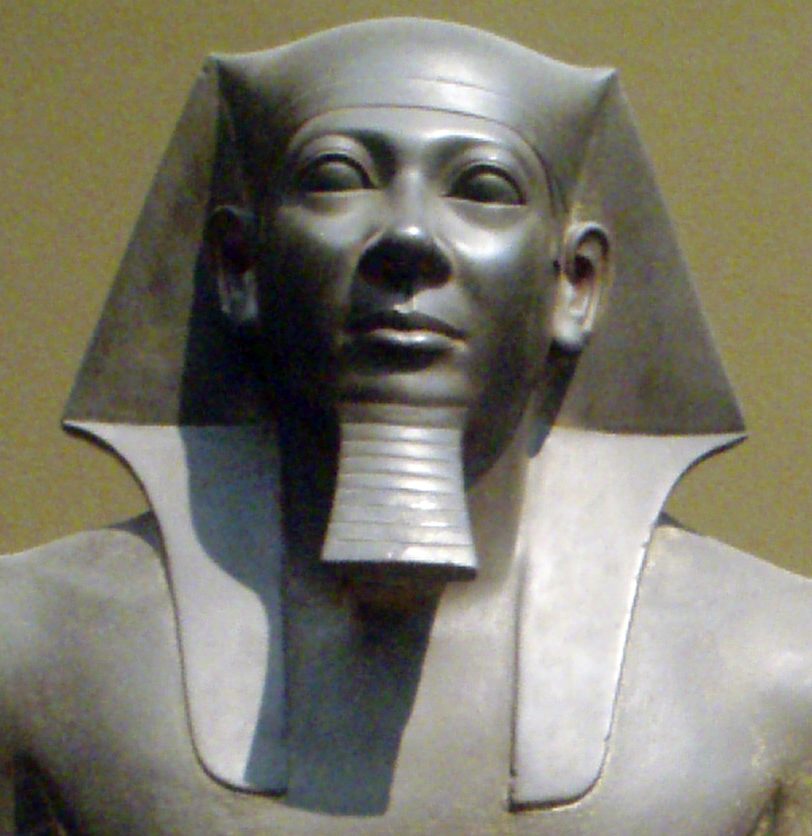
Фараон Мекаура

### Твори мистецтва Стародавньої Греції

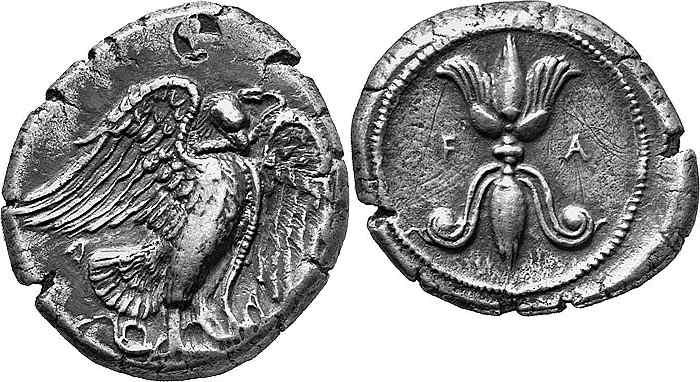
Давньогрецький статер з Олімпії, срібло, близько  432-421 рр. до н.е.

### Картини Едуара Мане

Вікторина Мьоран
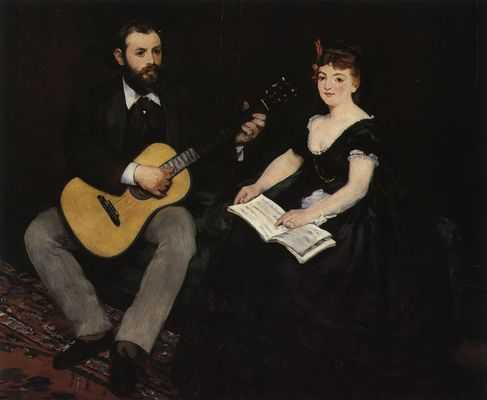
Урок музики
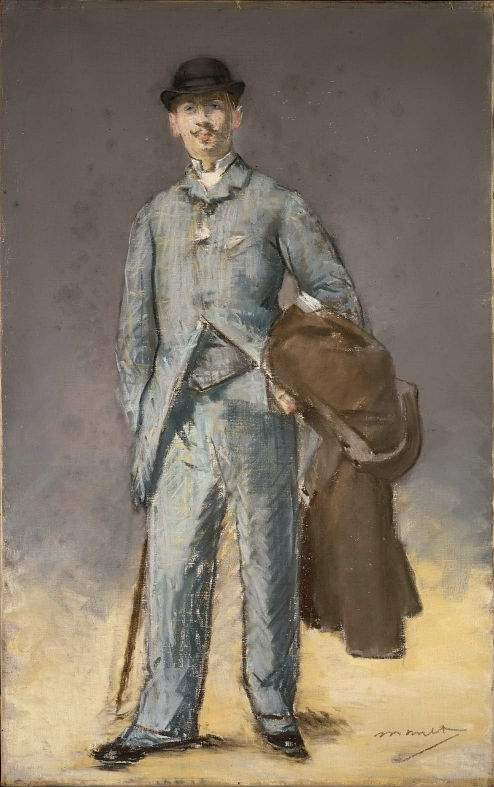
Рене Мізерой
Вишні

### Картини ван Гога

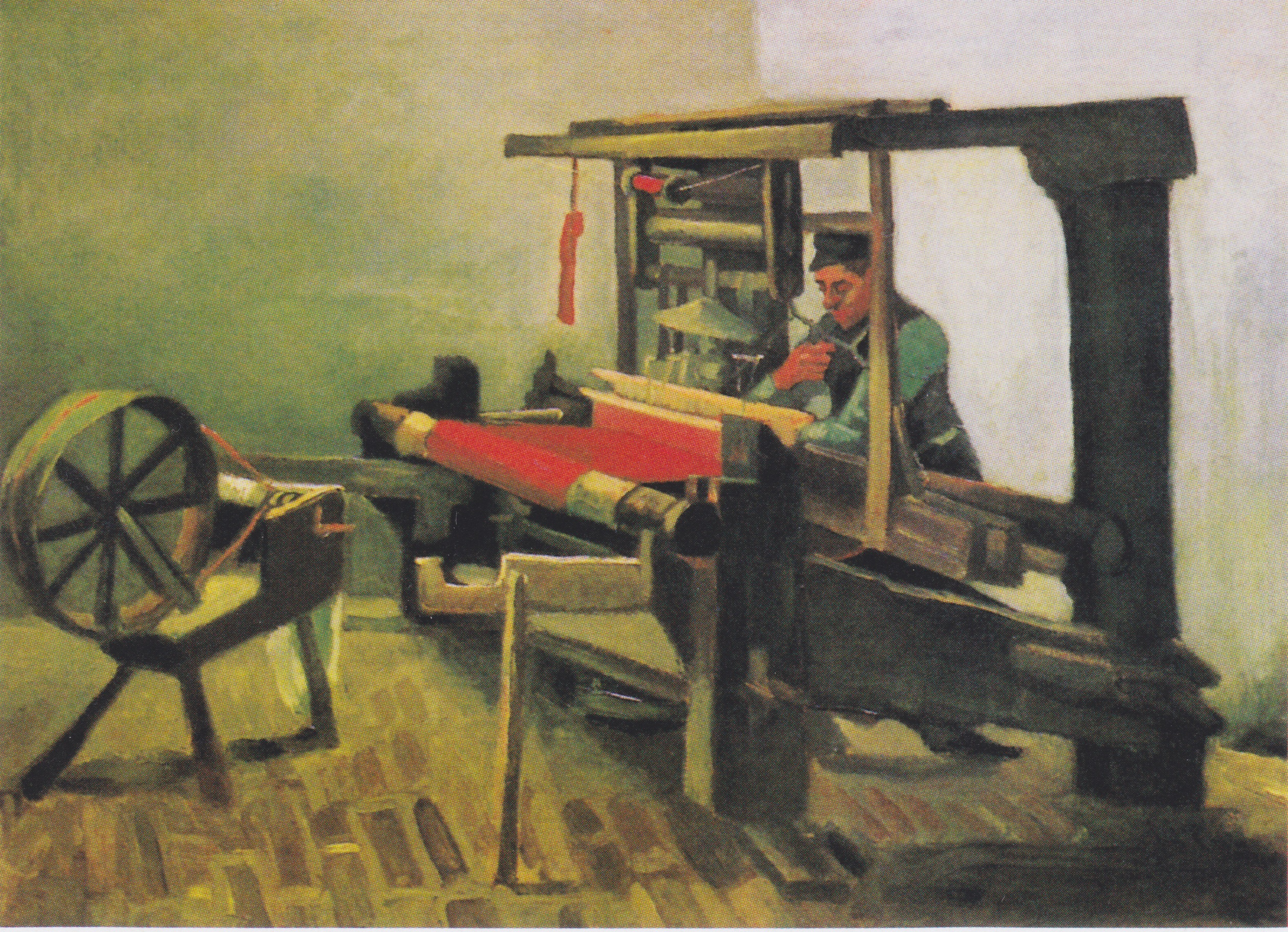
Ткач, 1884
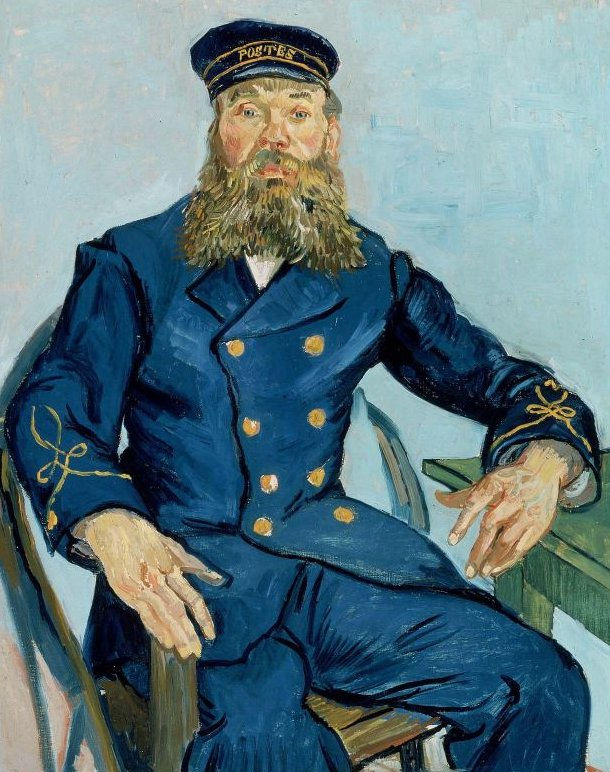
Поштар Жозеф Рулен
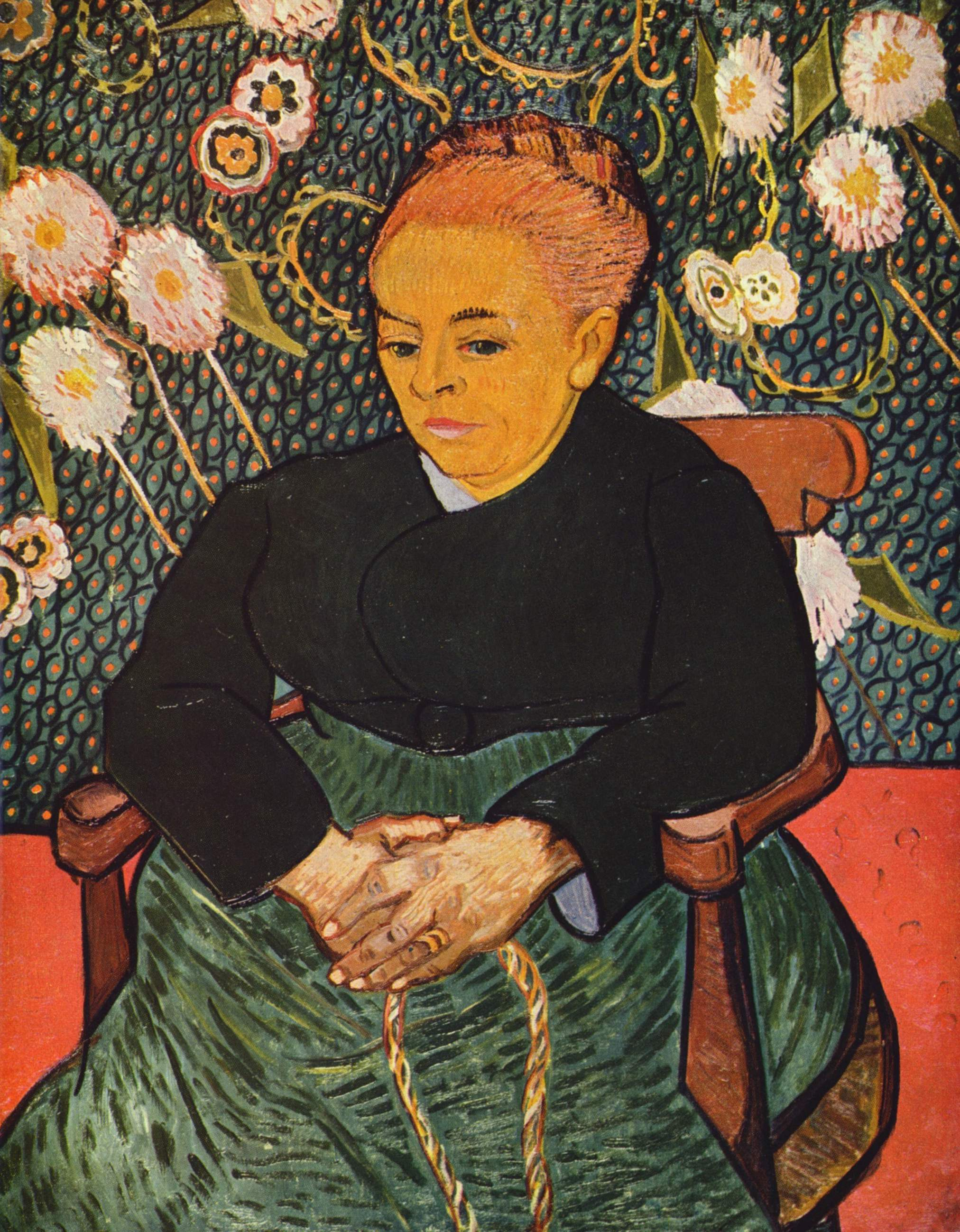
Огюстина Рулен, 1889

### Італійські майстри

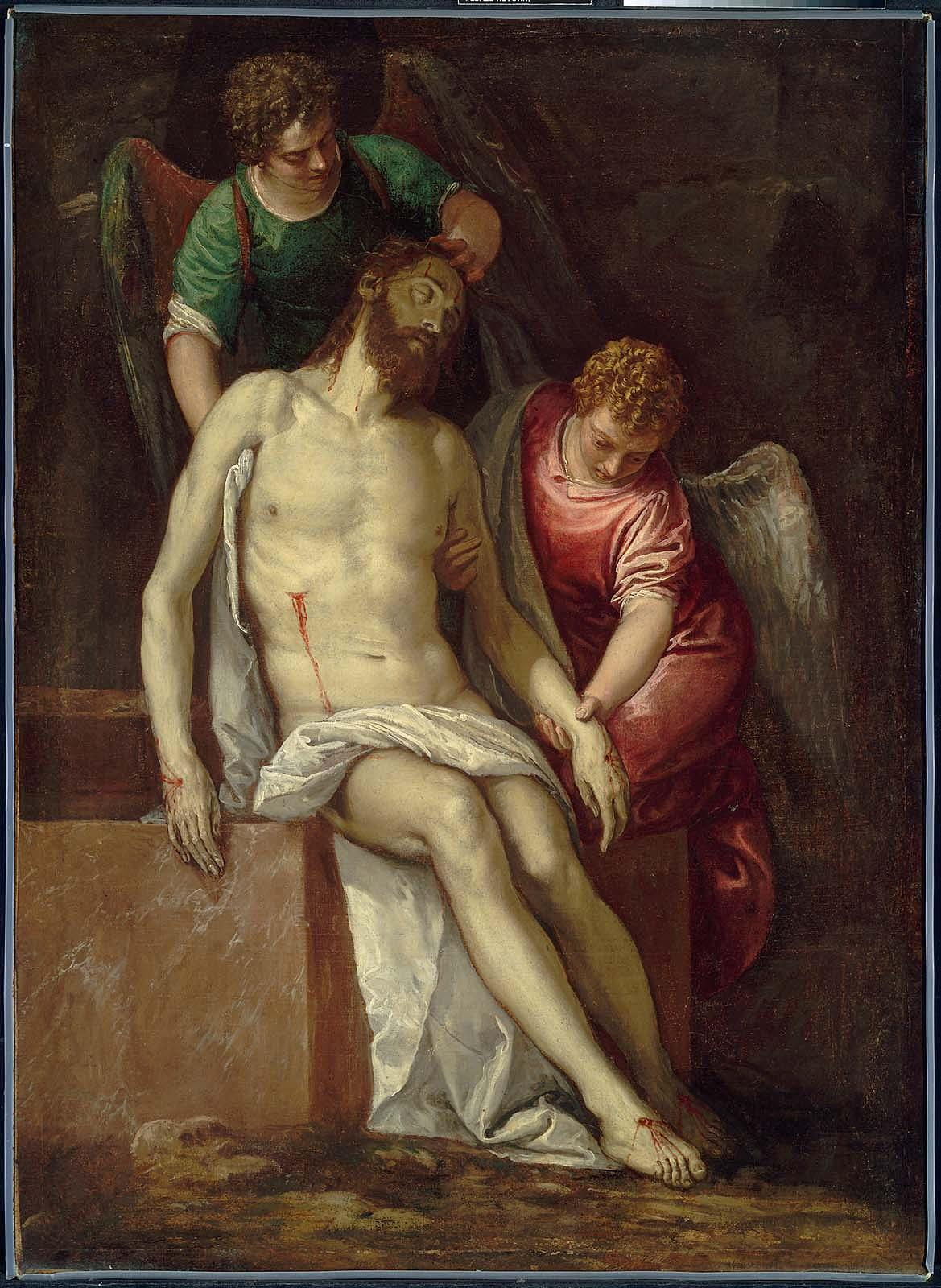
Паоло Веронезе. «Мертвий Христос і янголи»

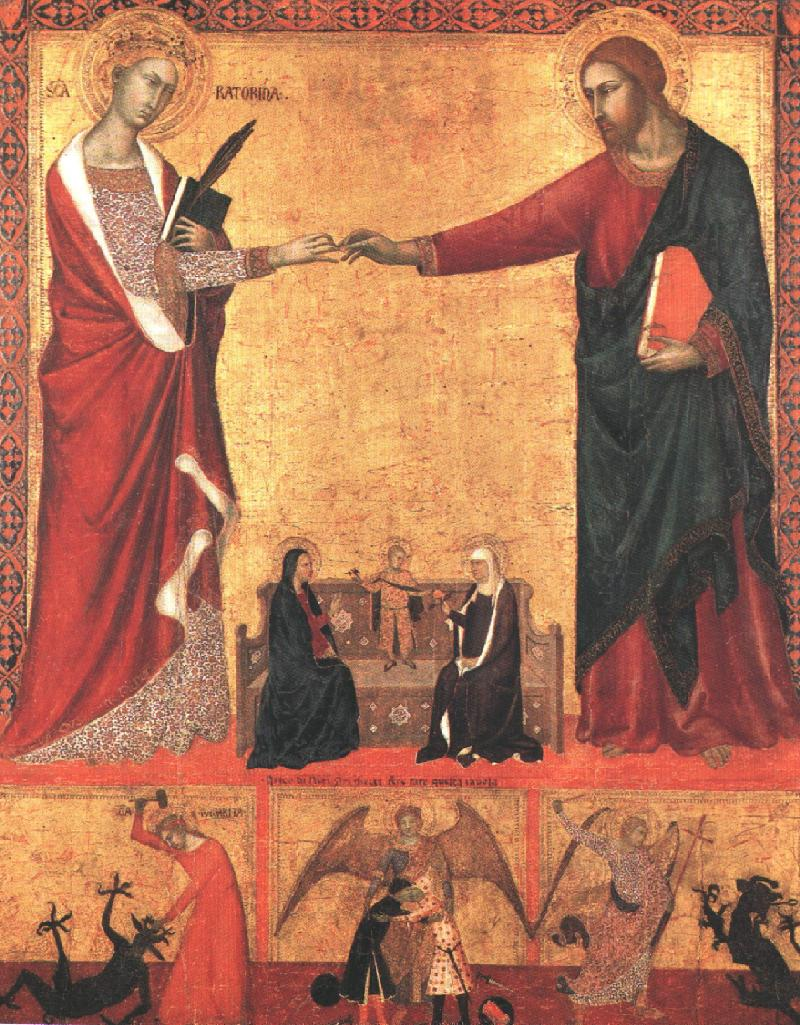
Барна да Сієна. Містичні заручини Св. Катерини, 1340, темпера на дошці
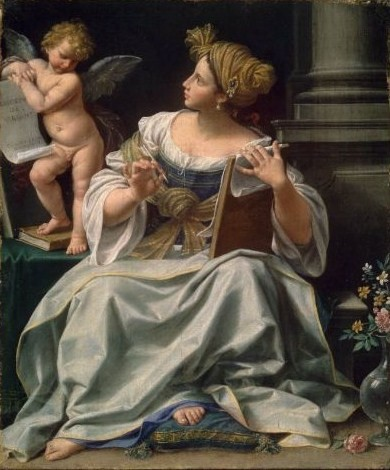
Донато Креті. «Сивілла Кумська», 1730, Бостонський музей образотворчих мистецтв, США
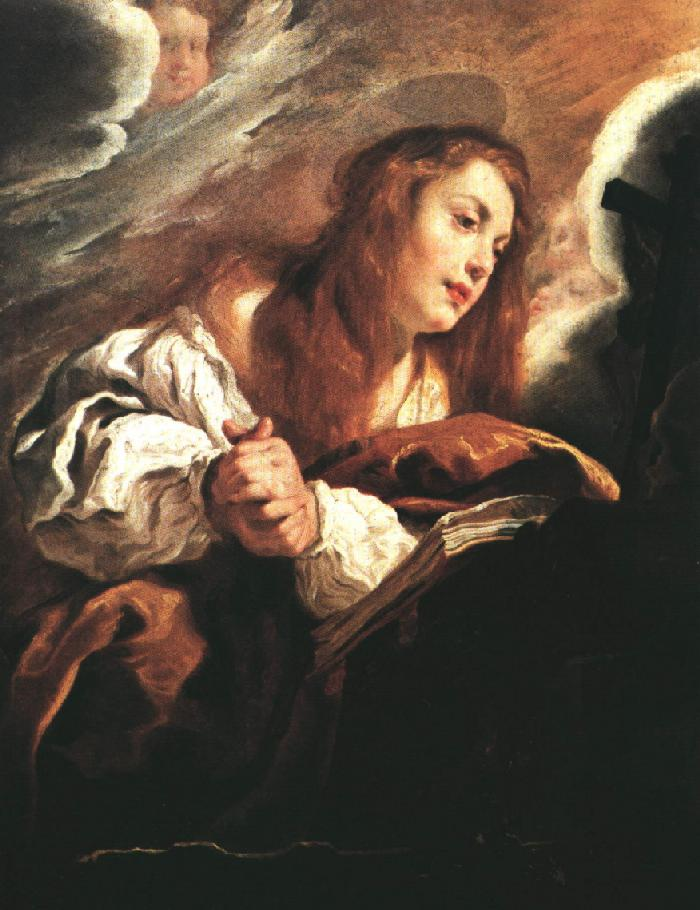
Доменіко Фетті, «Марія Магдалина» (1615)
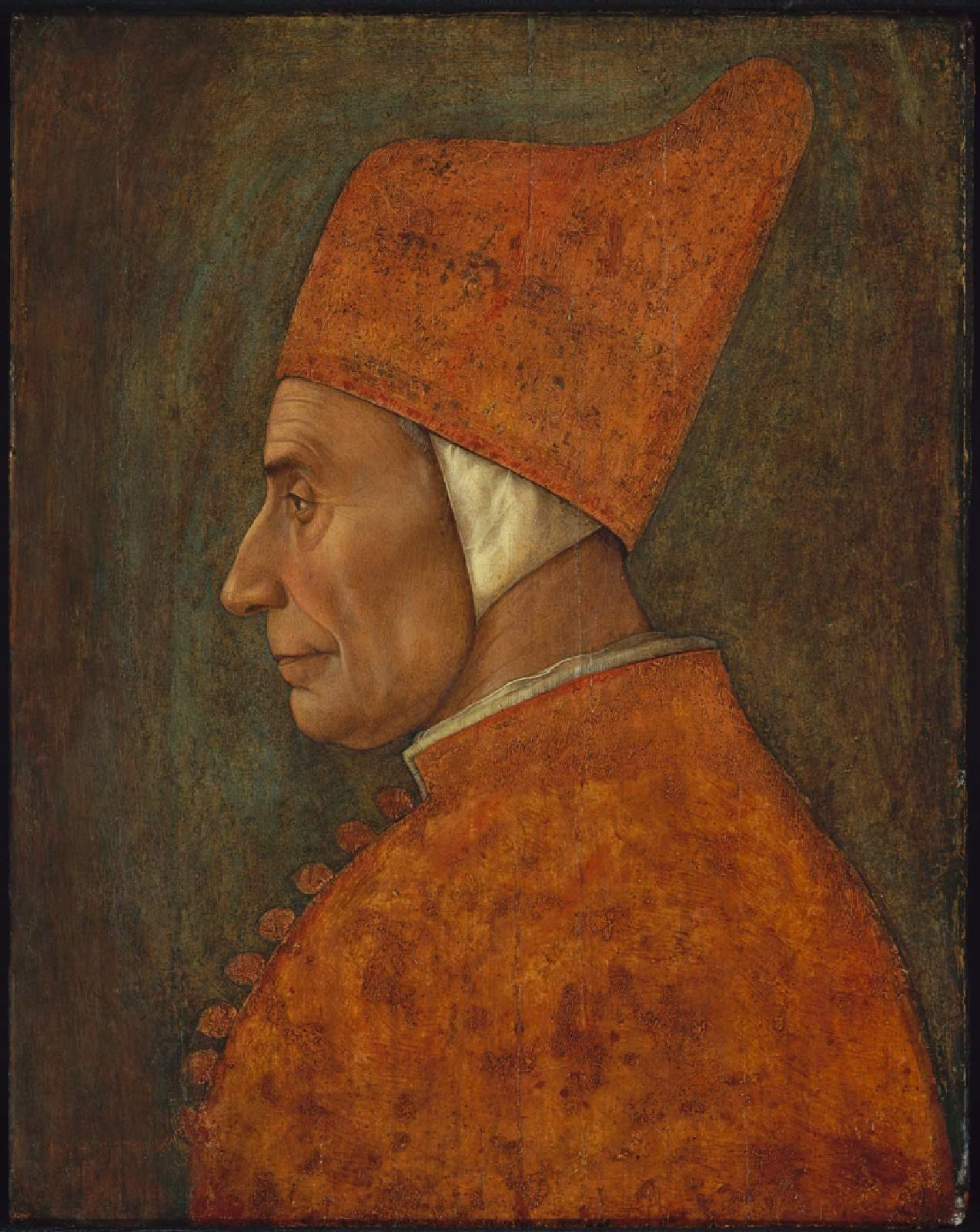
Джентілє Белліні. «Дож Паскуалє Маліп'єро»
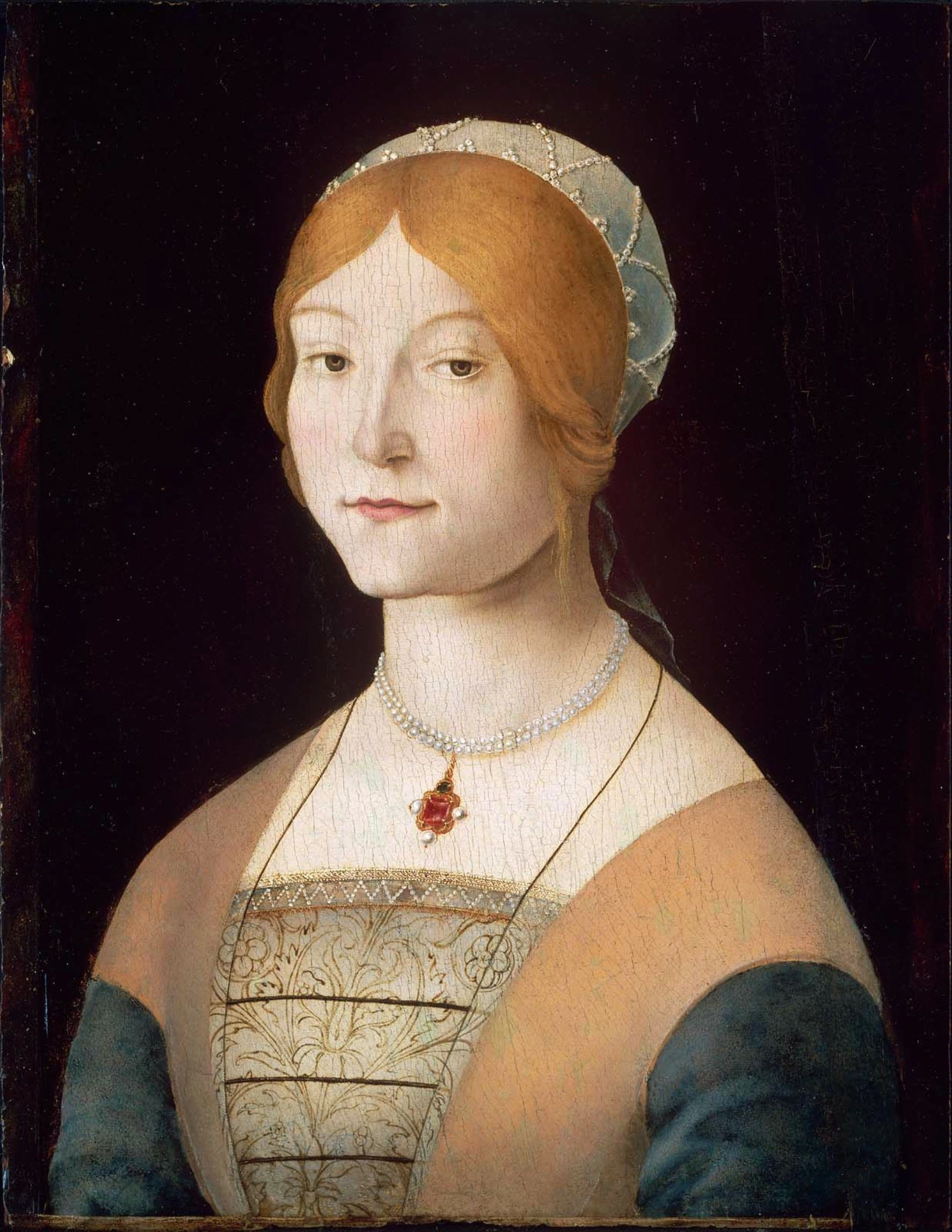
Лоренцо Коста, «Білявка з перлами»
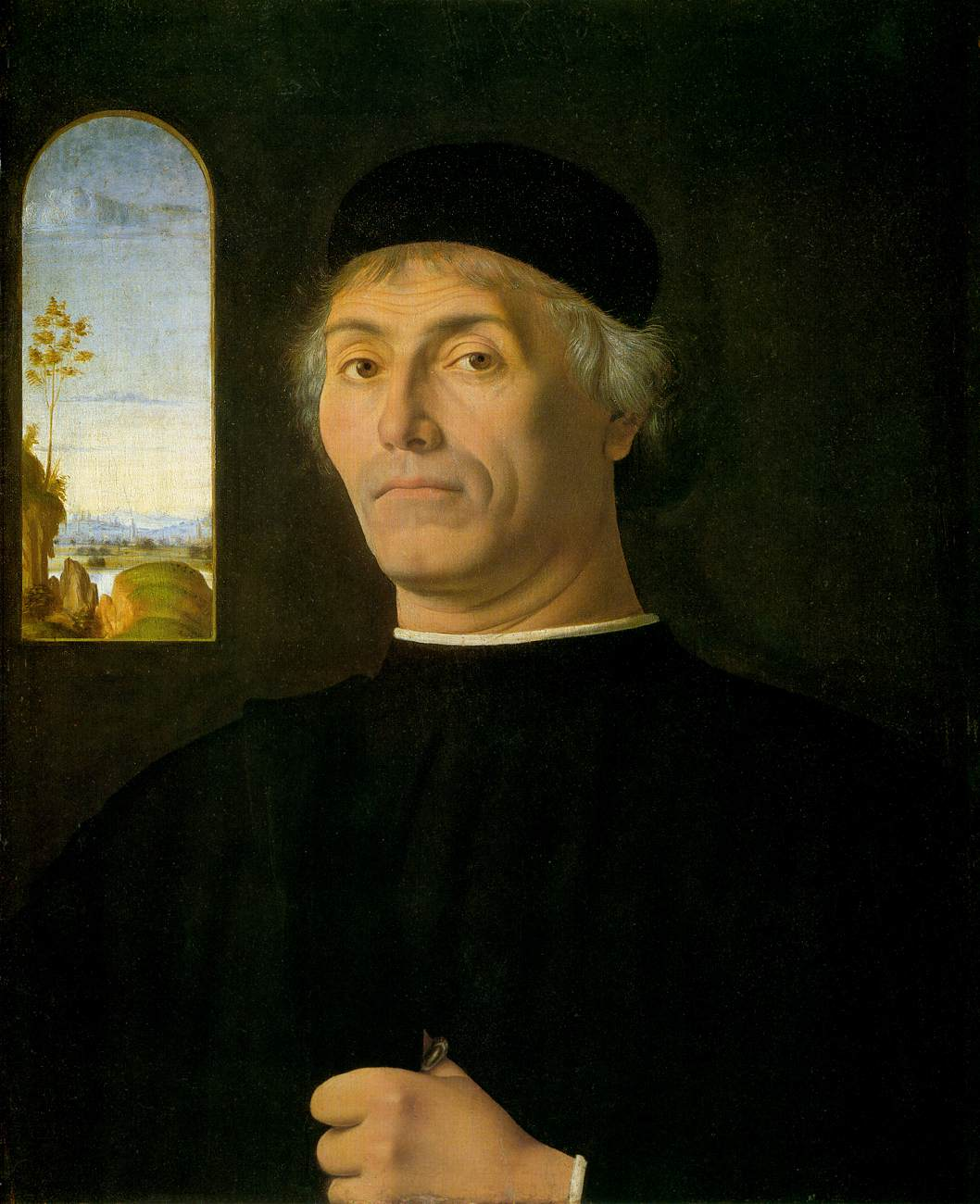
Андреа Соларіо. «Портрет сивого пана» (бл. 1497)
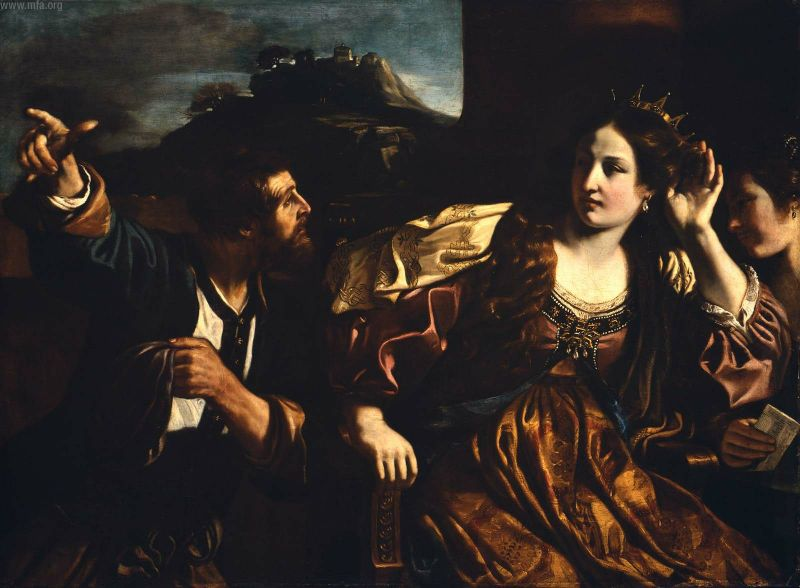
Гверчіно, «Цариці Семіраміді доповідають про заворушення у Вавилоні» 1624)
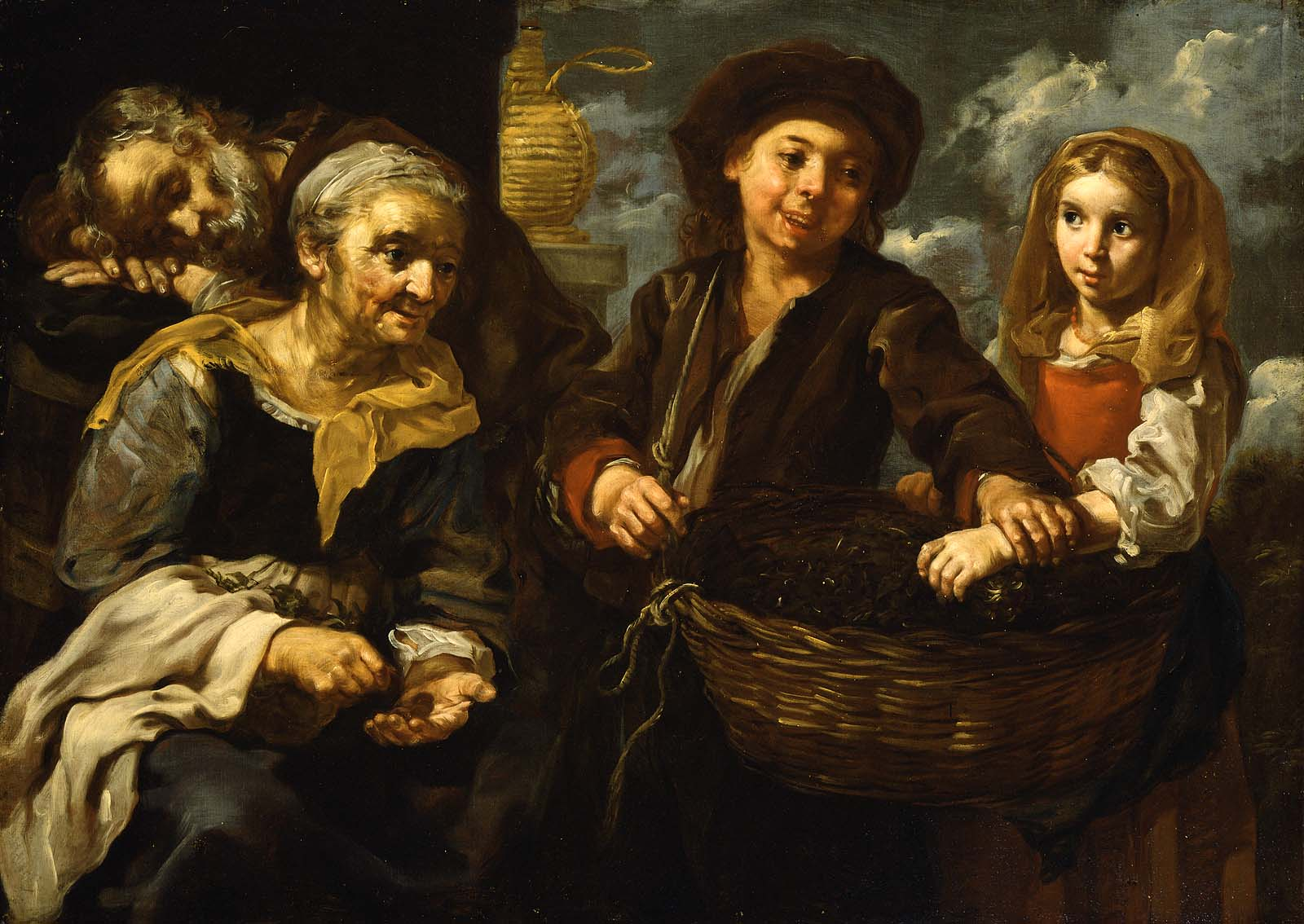
Ебергард Кейль «Хлопець, що торгує виноградом»

### Художники Іспанії

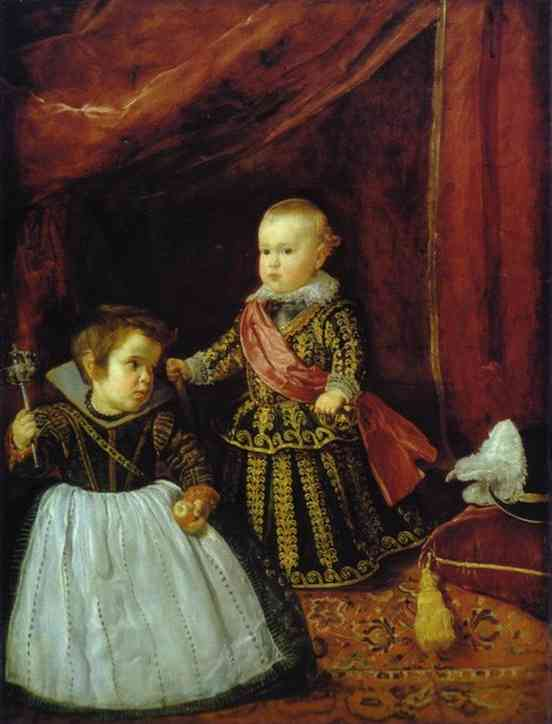
Веласкес, Син короля Балтазар з карликом
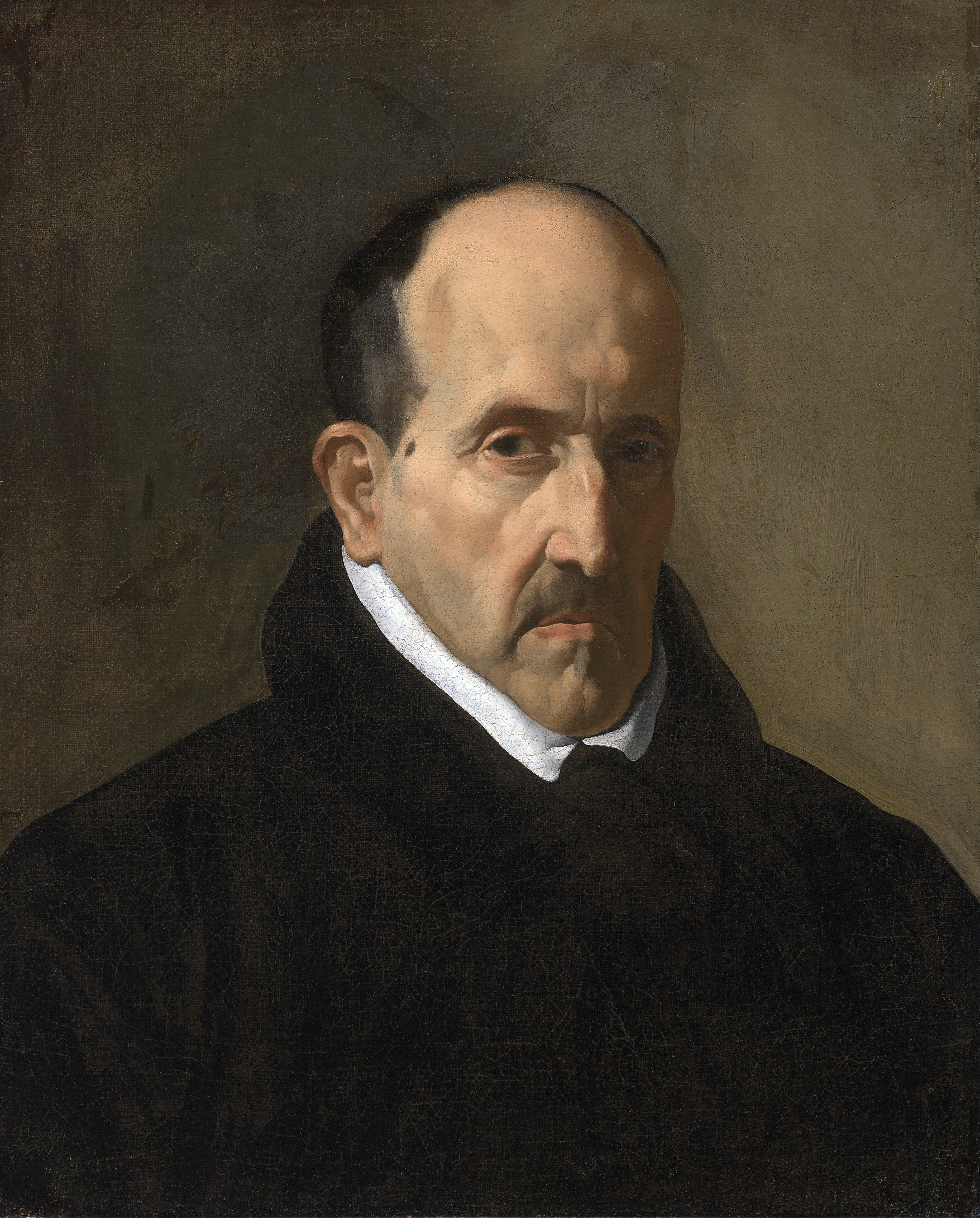
Веласкес, «Поет Луіс де Гонгора»
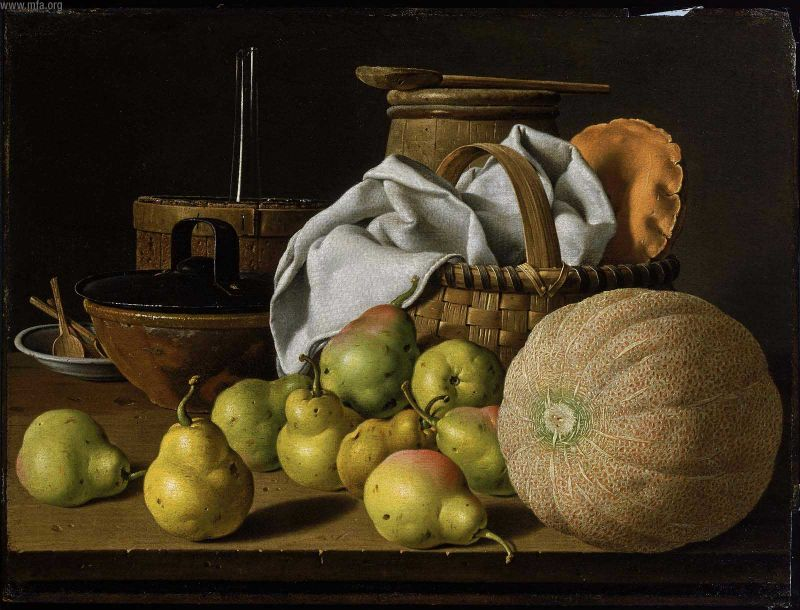
Луїс Мелендес, «Натюрморт з грушами і динею»
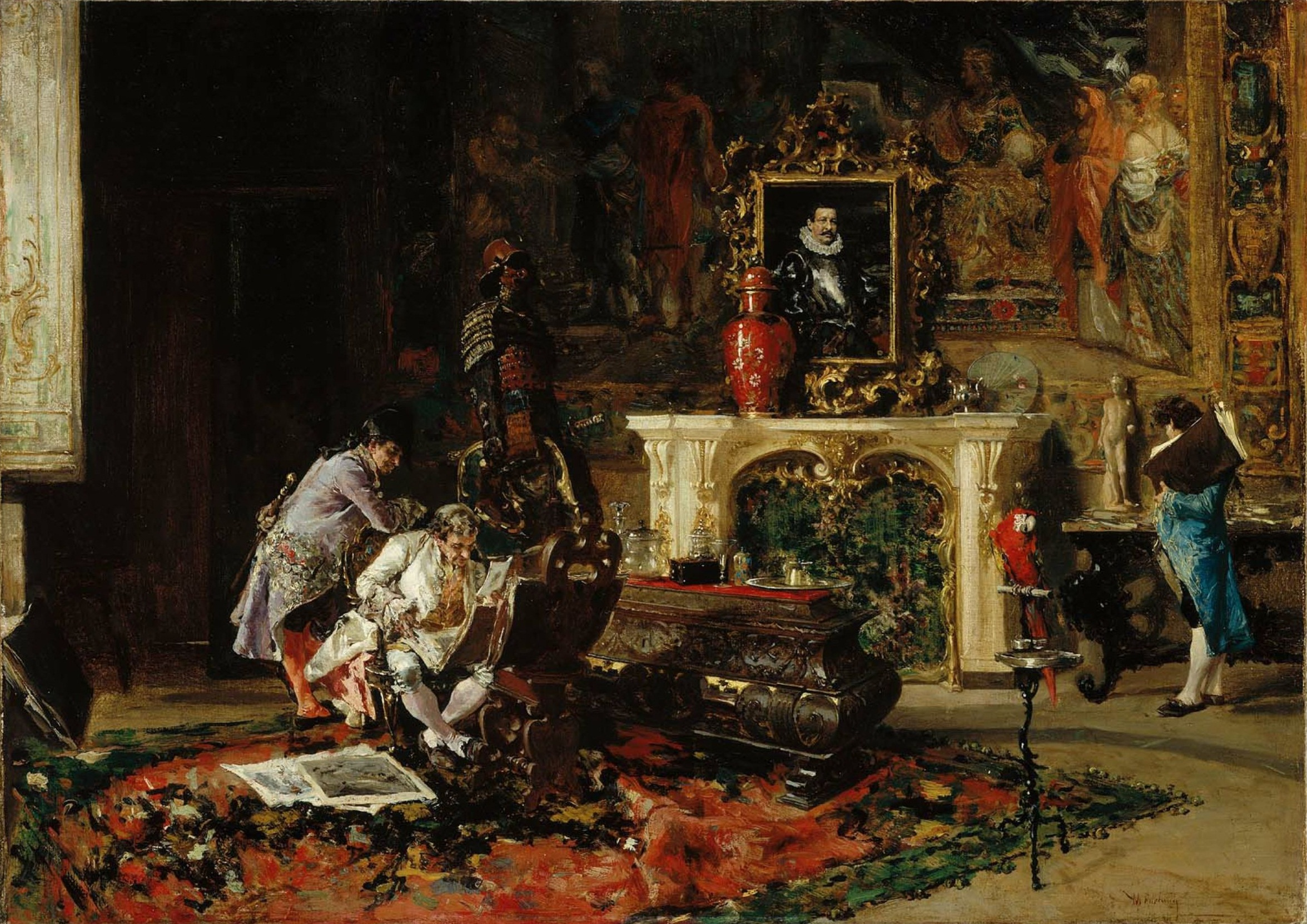
Маріано Фортуні, «Колекціонер», 1863

### Британські художники

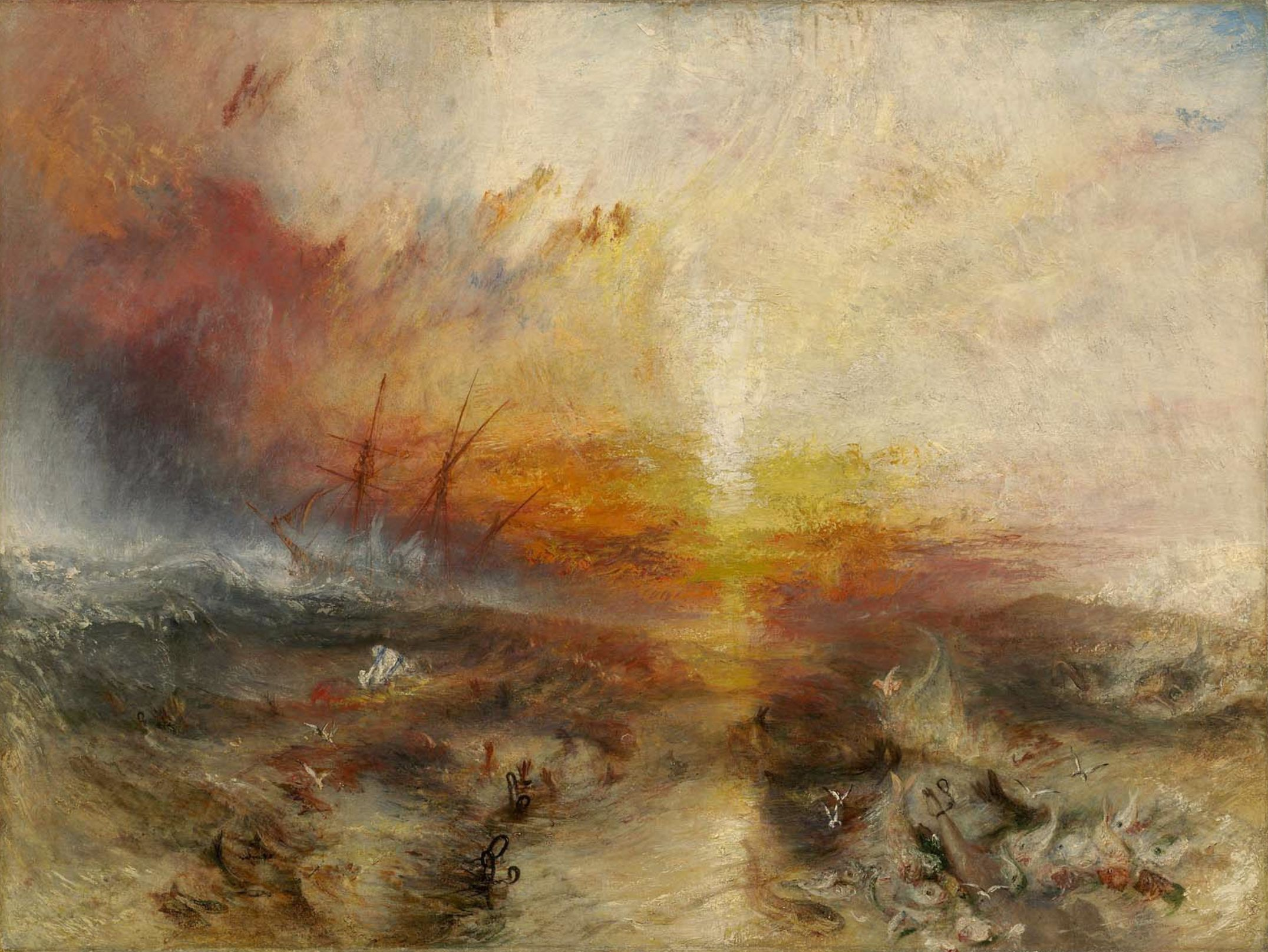
Вільям Тернер. «Вітрильник работорговців» (1840, Музей витончених мистецтв (Бостон)

)

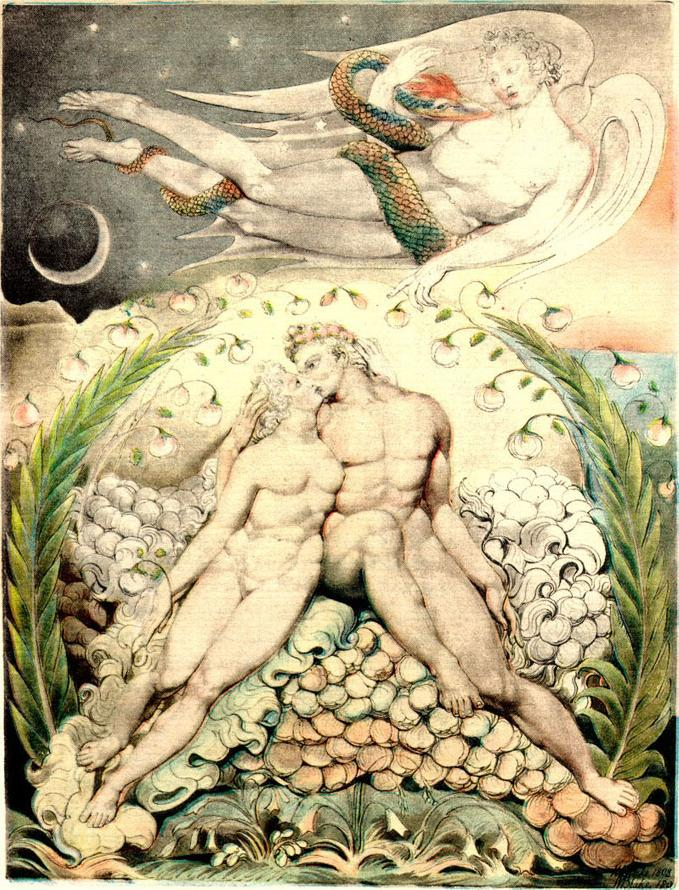
Вільям Блейк. «Сатана спостерігає за Адамом і Євою, плануючи їх гріхопадіння», 1808 р., Музей витончених мистецтв (Бостон).
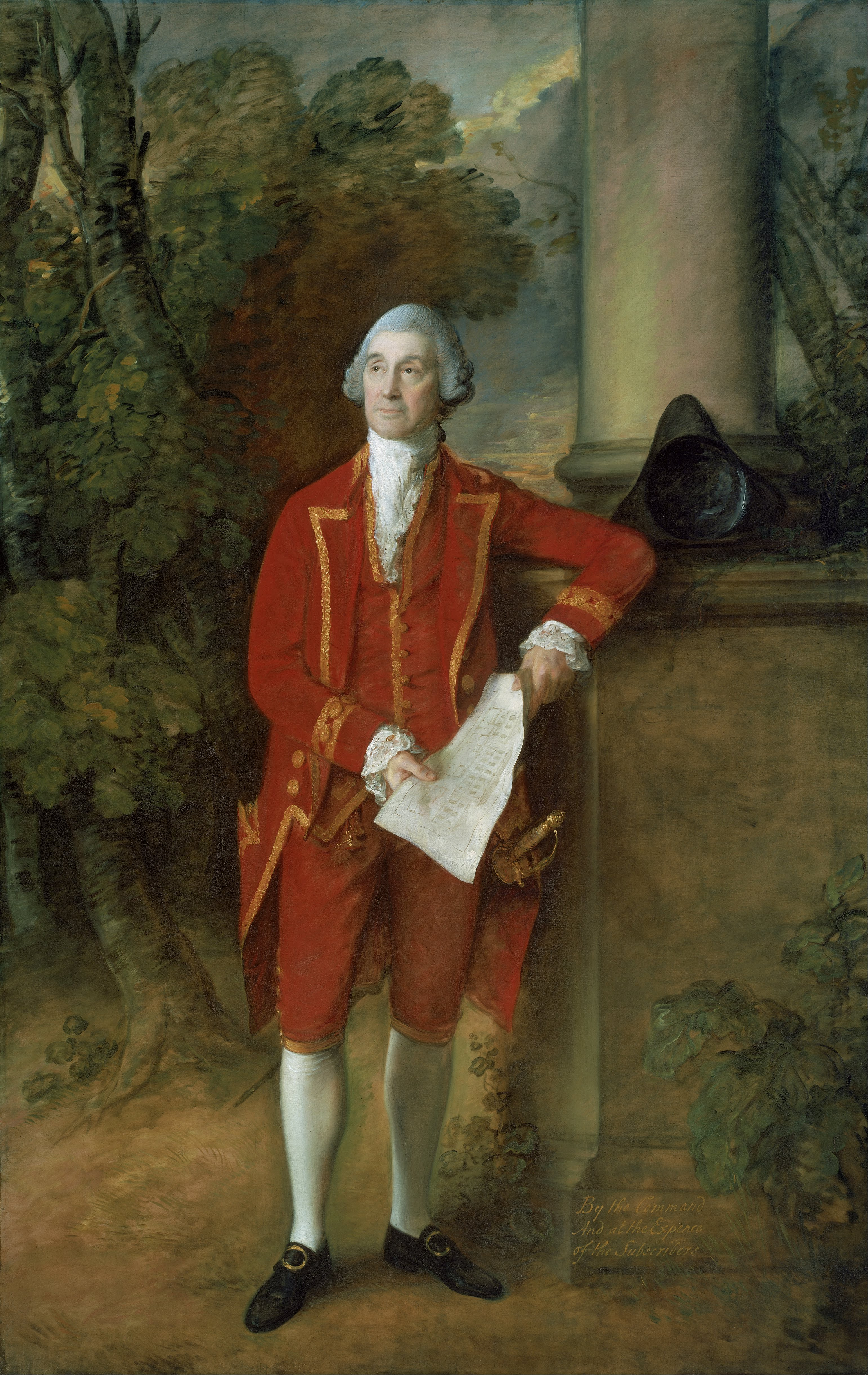
Томас Гейнсборо. «Джон Ерд Сейтон Холл», бл. 1775 р.
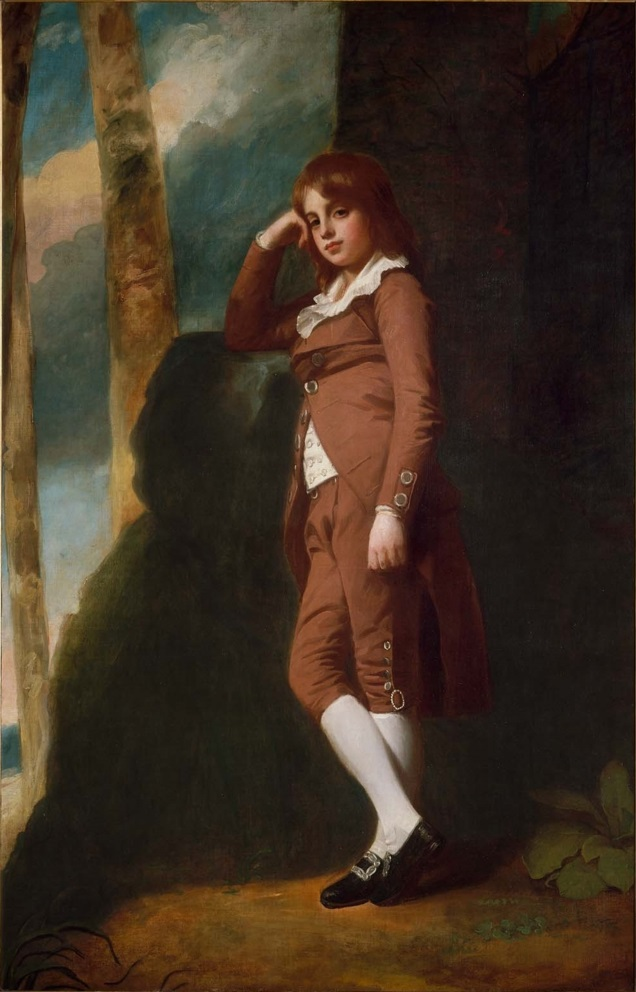
Джордж Ромні. «Джон Венслі Торнхілл юнаком»
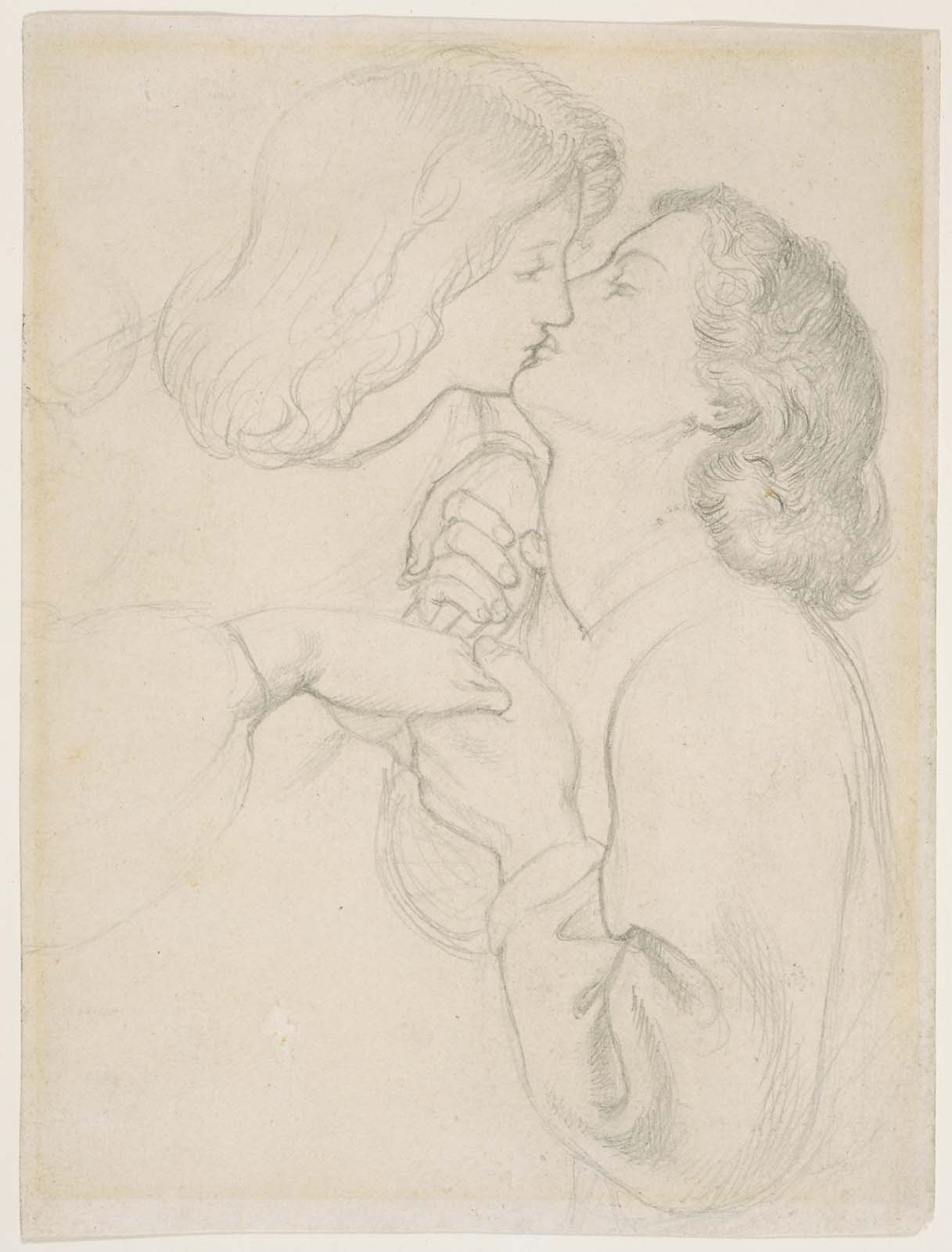
Данте Габріель Розетті. Ілюстрація до Саду троянд.

### Твори художників Франції XIX століття

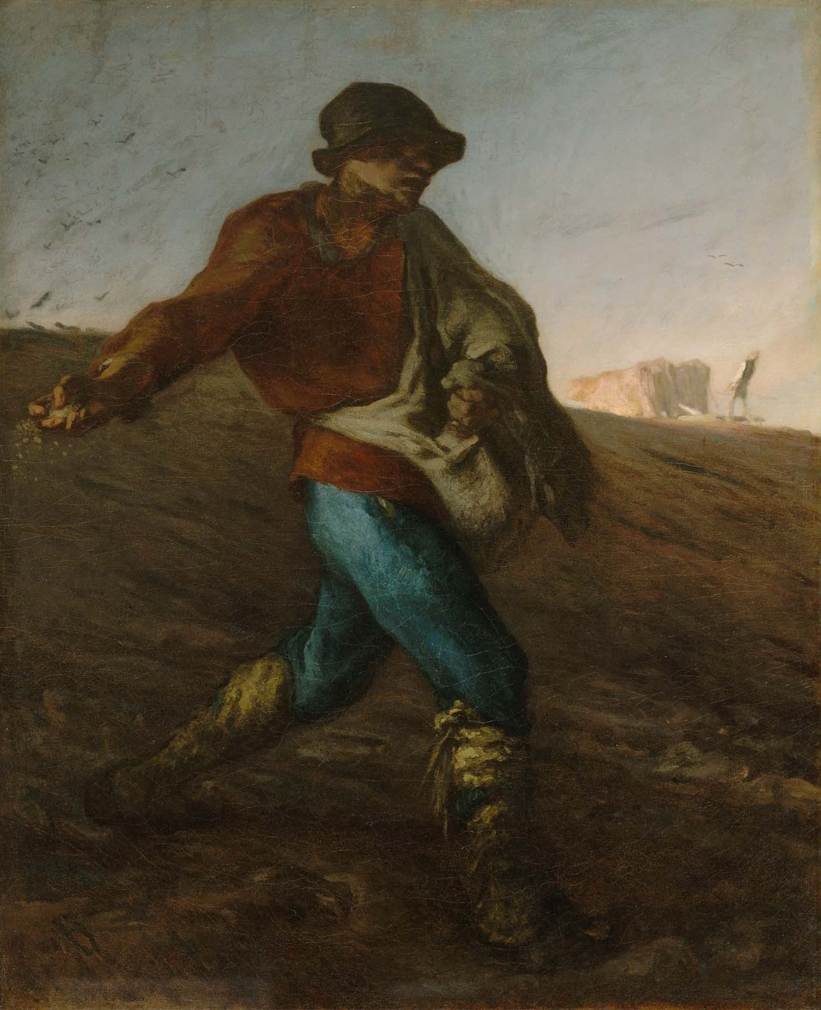
Франсуа Мілле, «Сіяч»
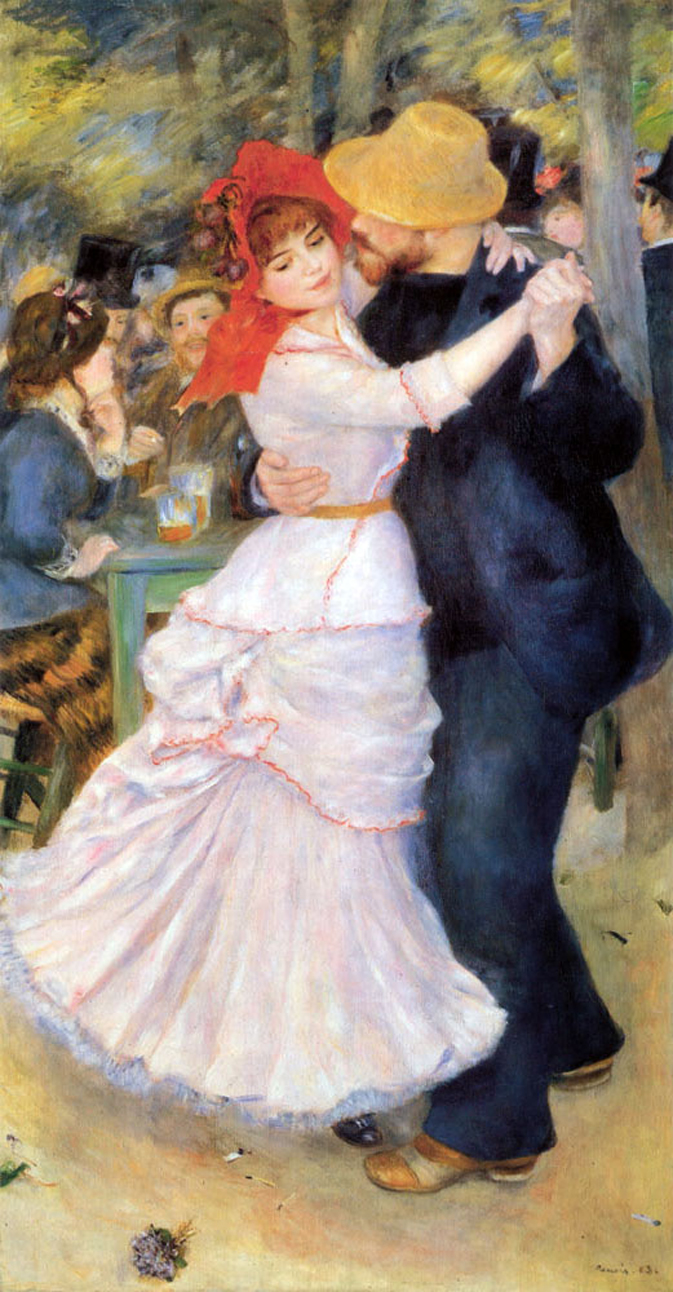
П'єр-Оґюст Ренуар, «Танок у Буживалі», 1883
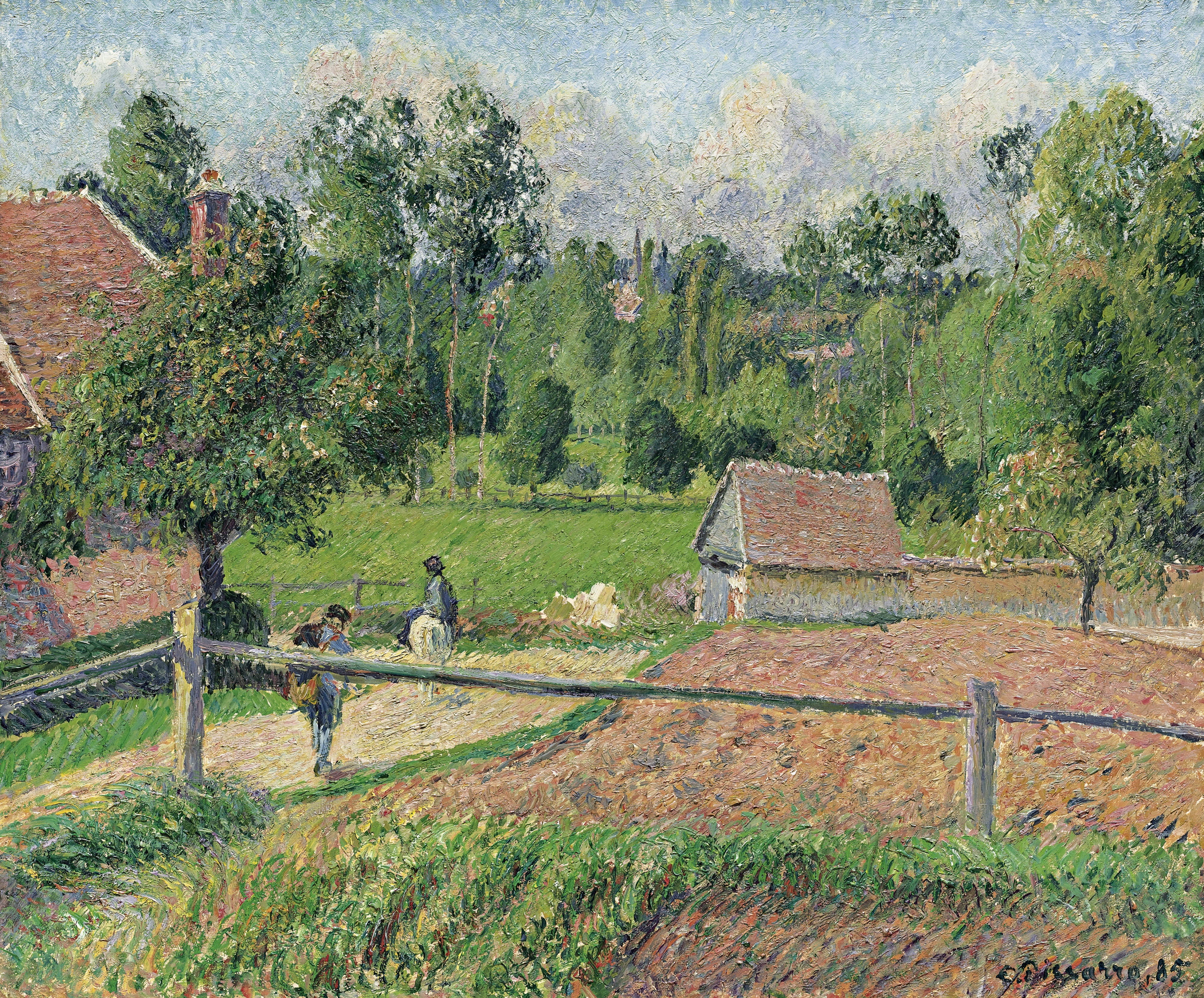
Каміль Піссарро. «Краєвид у вікні художника в Ераньї», 1885 р.
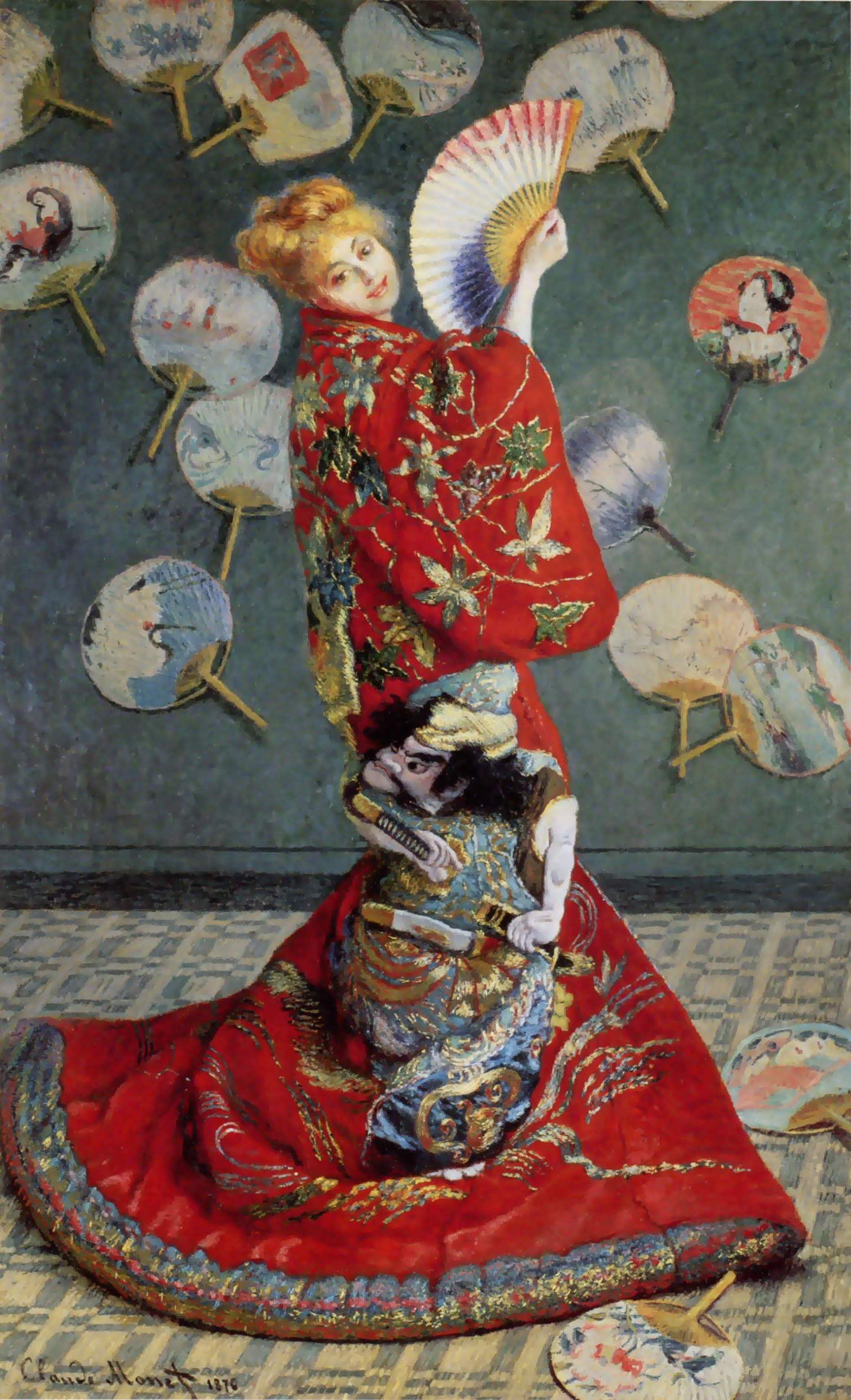
Клод Моне. «Мадам Моне у японському вбранні» (1876)
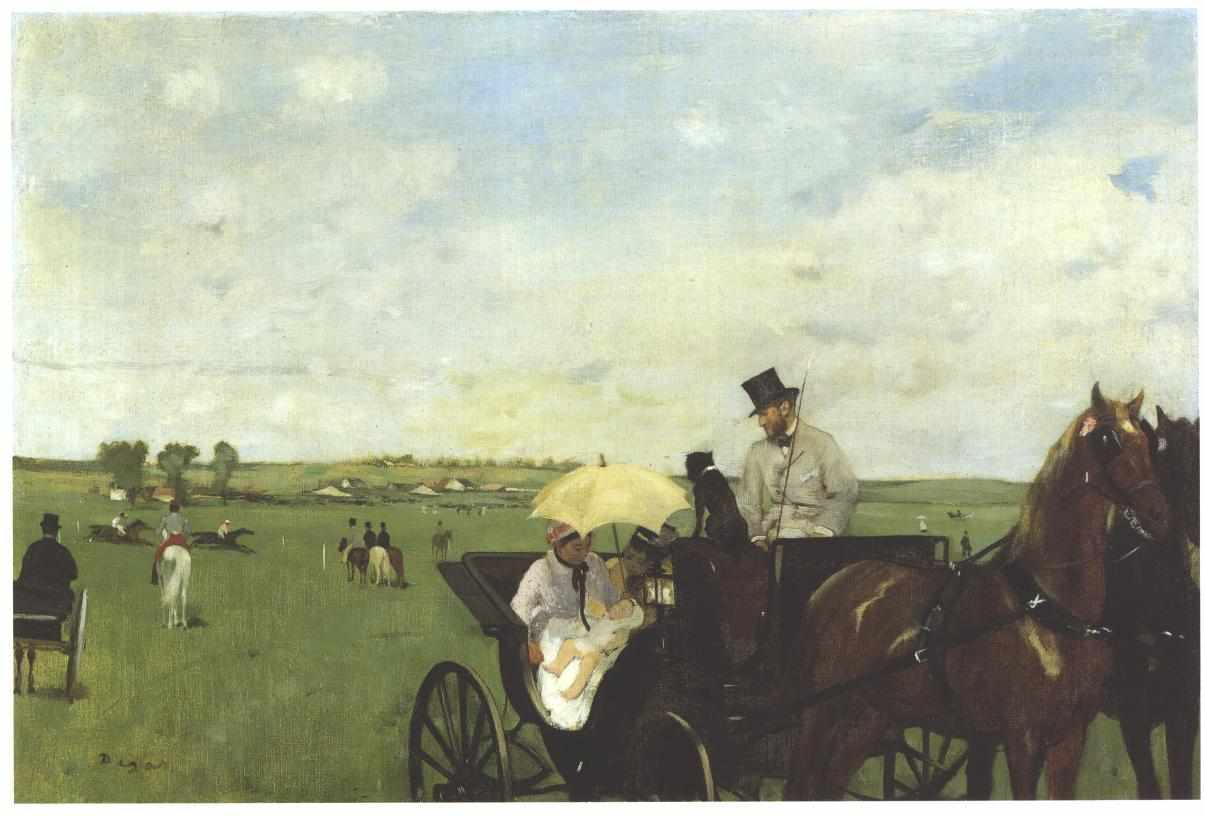
Едгар Дега, «Тренування коней»
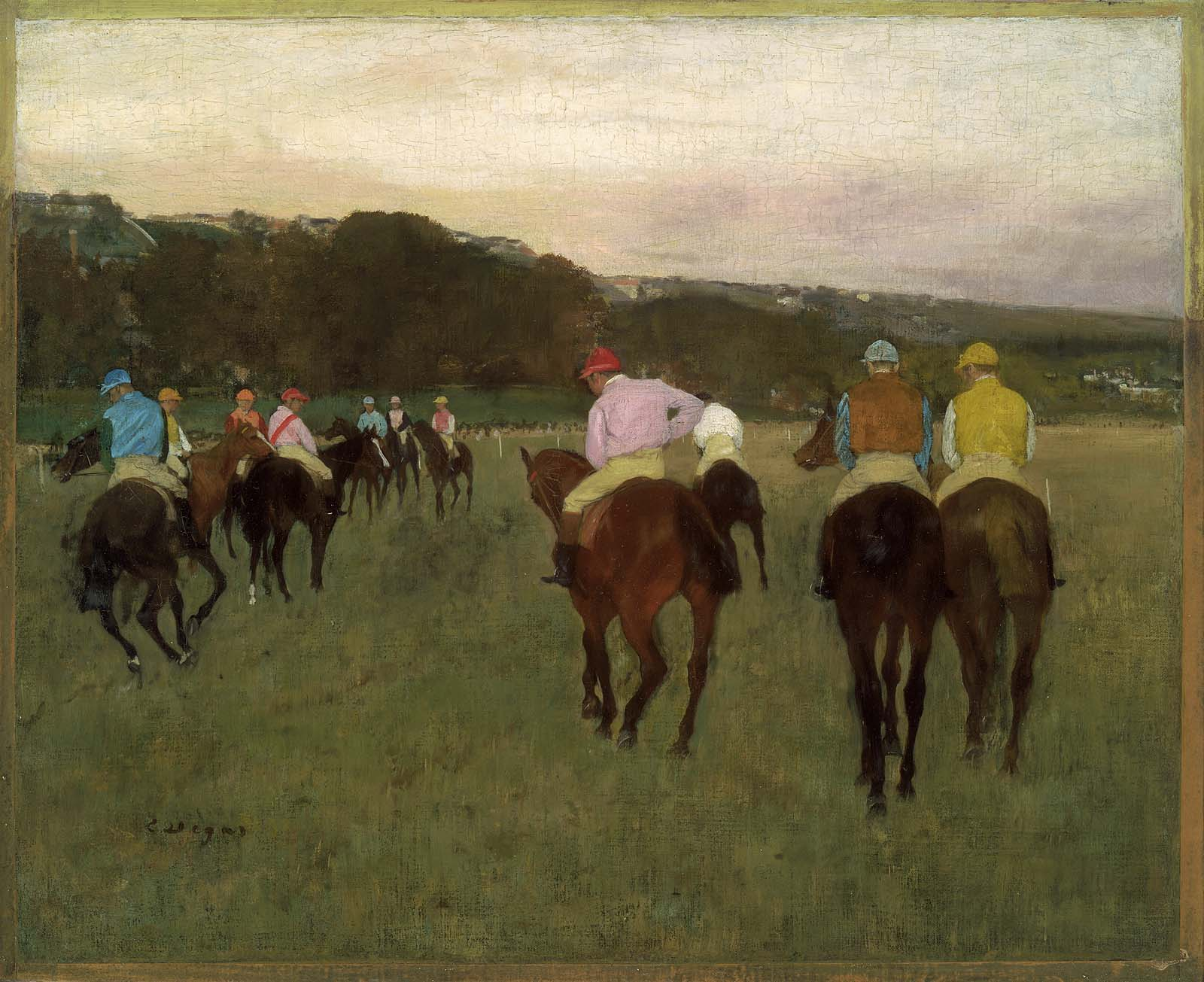
Едгар Дега, «На скачках»
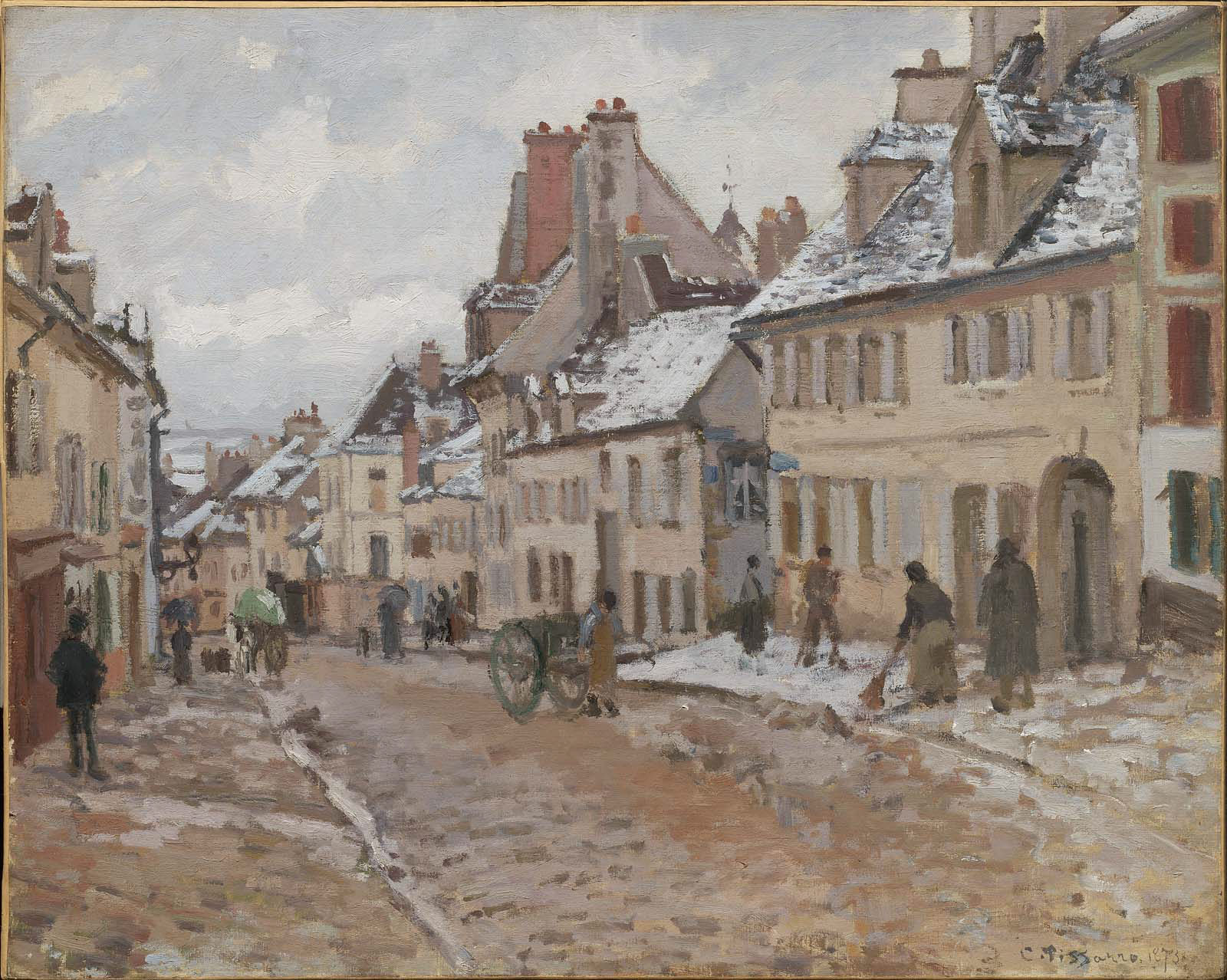
Каміль Піссарро. «Вулиця в Понтуазі» (1873)
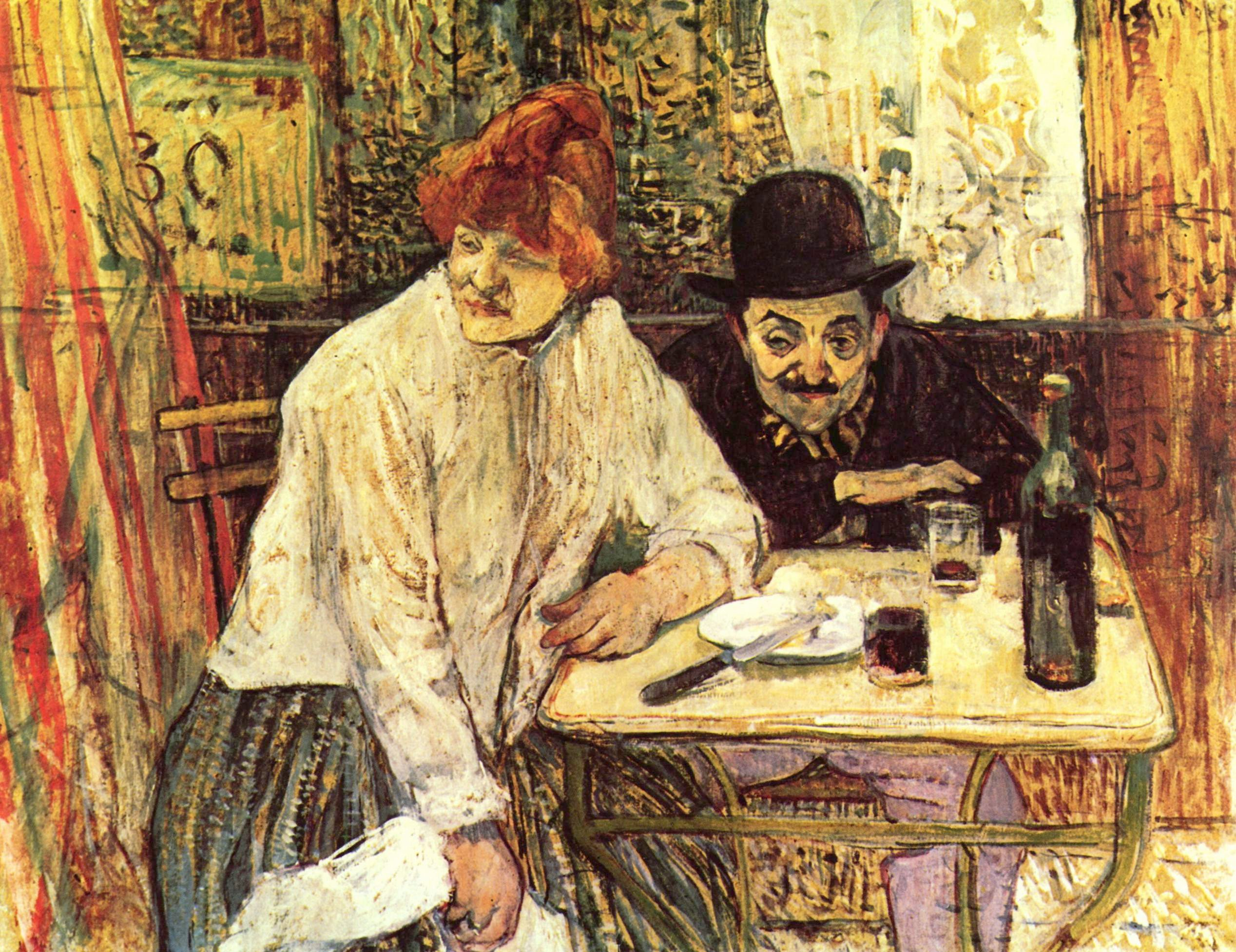
Анрі Тулуз-Лотрек, «Разом зі своєю милою»

### Твори Джона Сінгера Сарджента і митців США

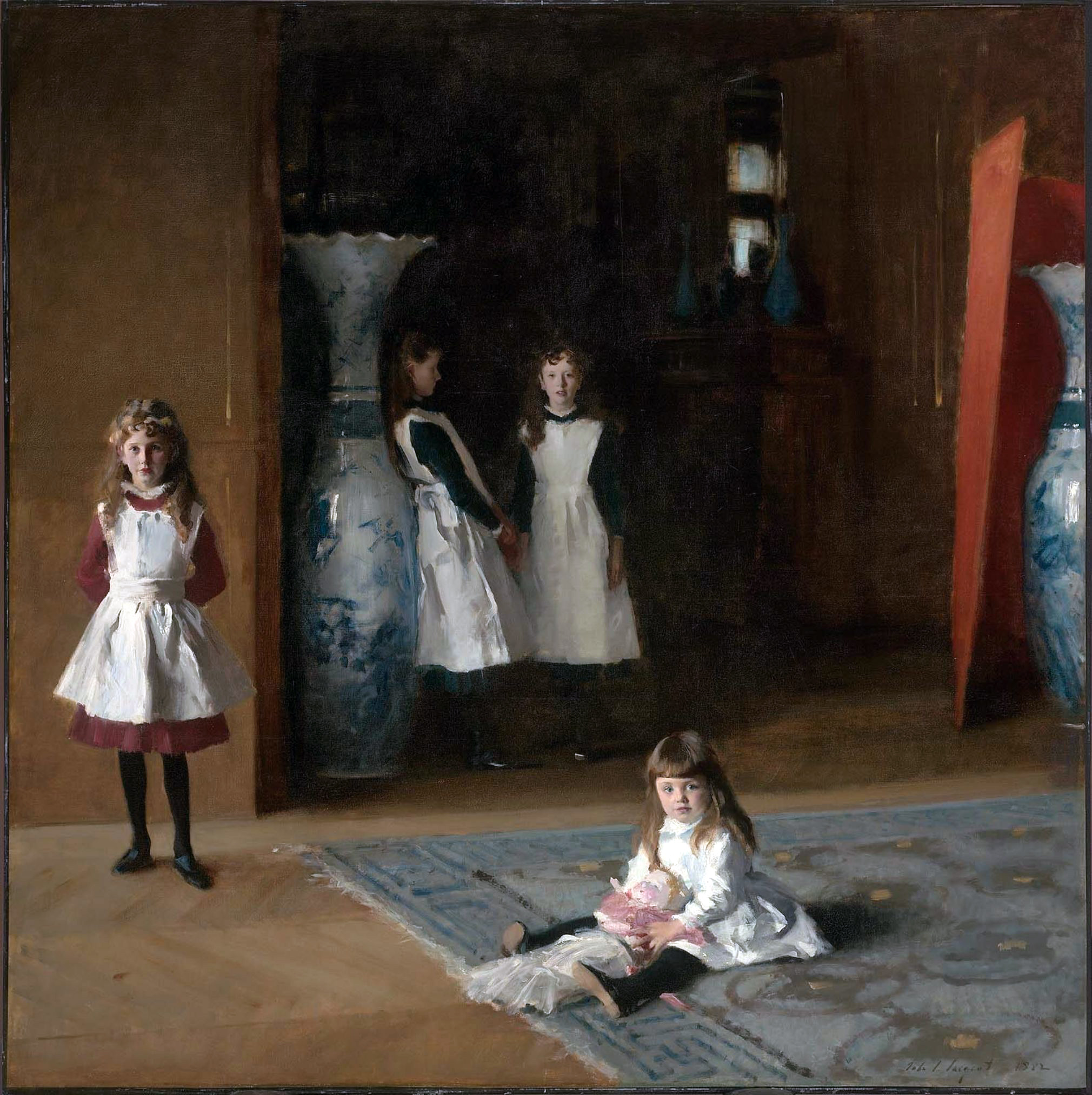
« Дочки Бойта» (1882)
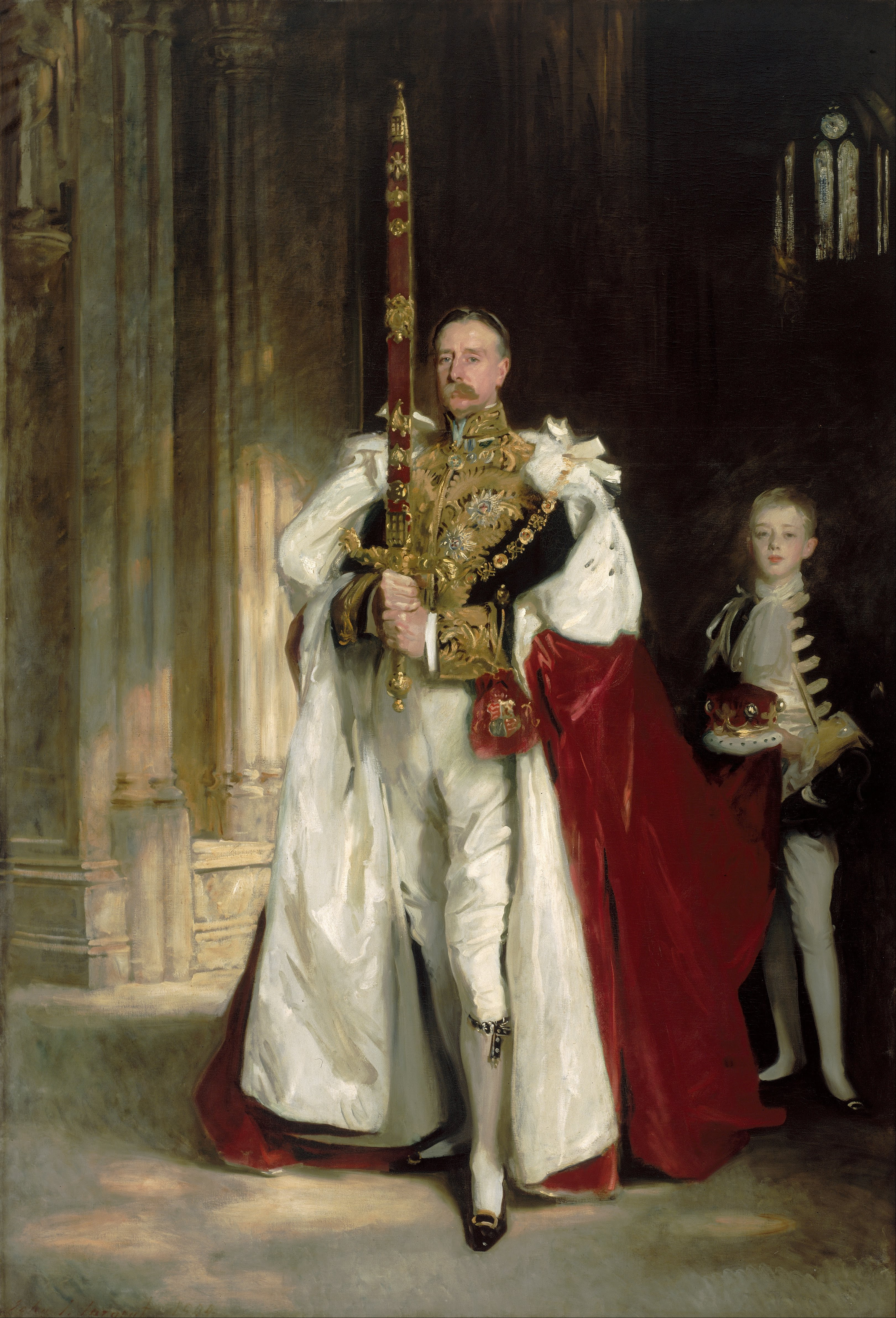
« Чарлз Стюарт, 6-й маркіз Лондондеррі» (1904)
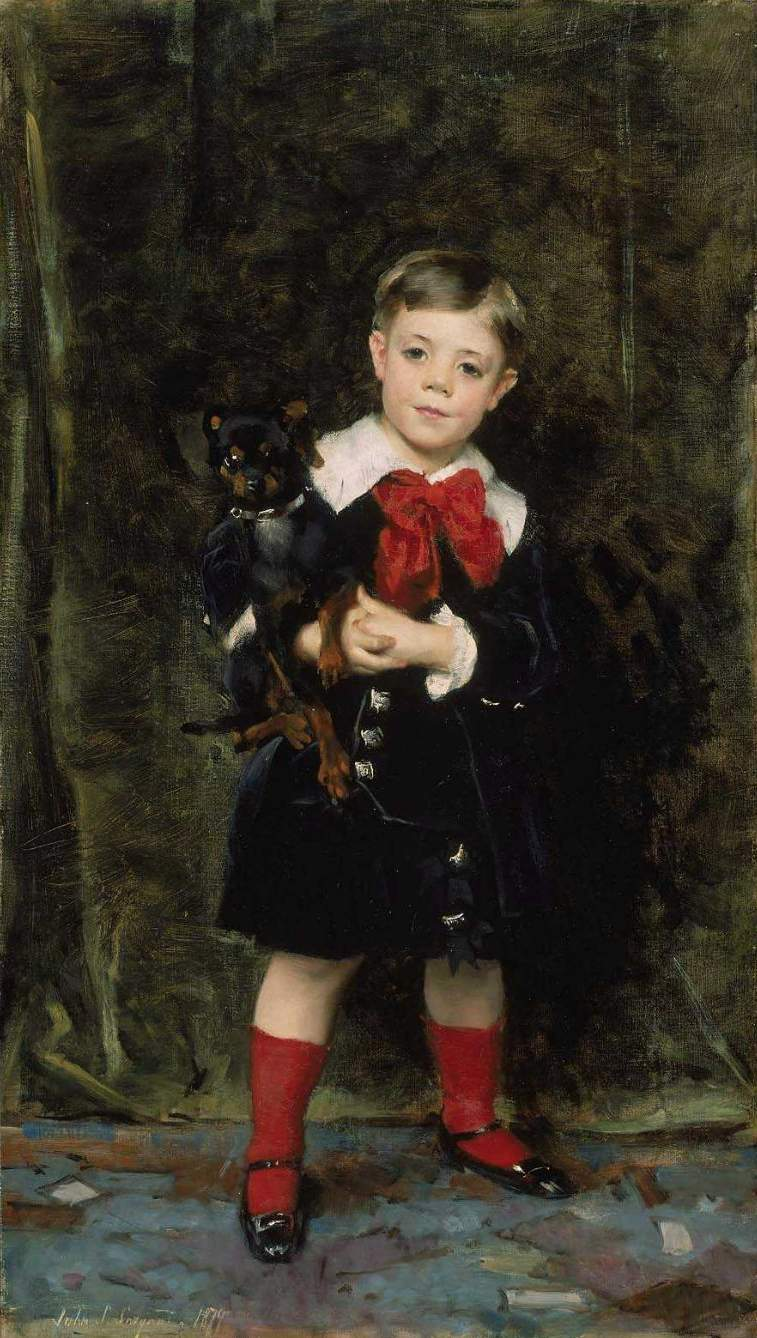
Роберт де Севре дитиною (1879)
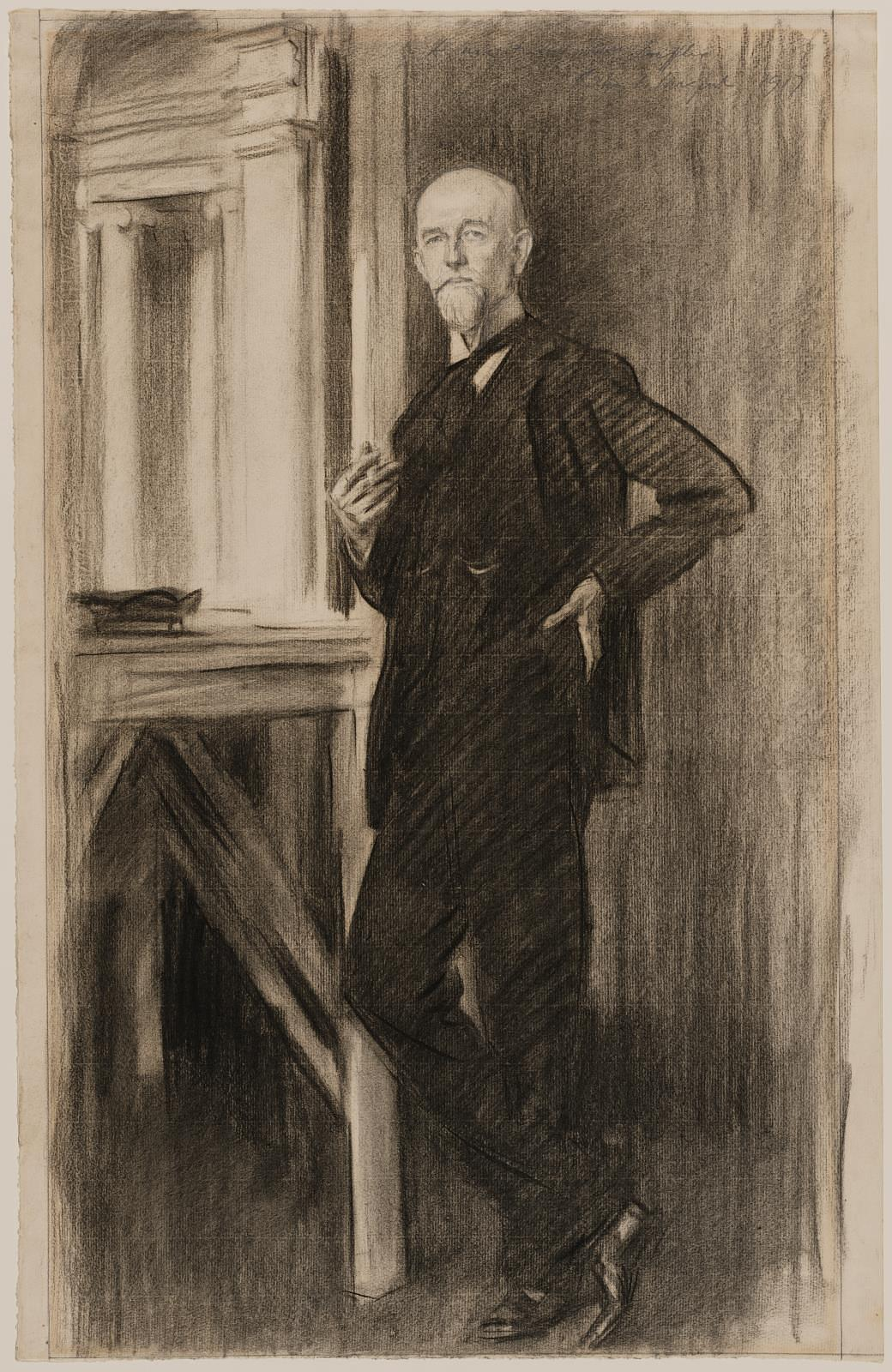
«Портрет Мартина Лефлера» (1917, малюнок)
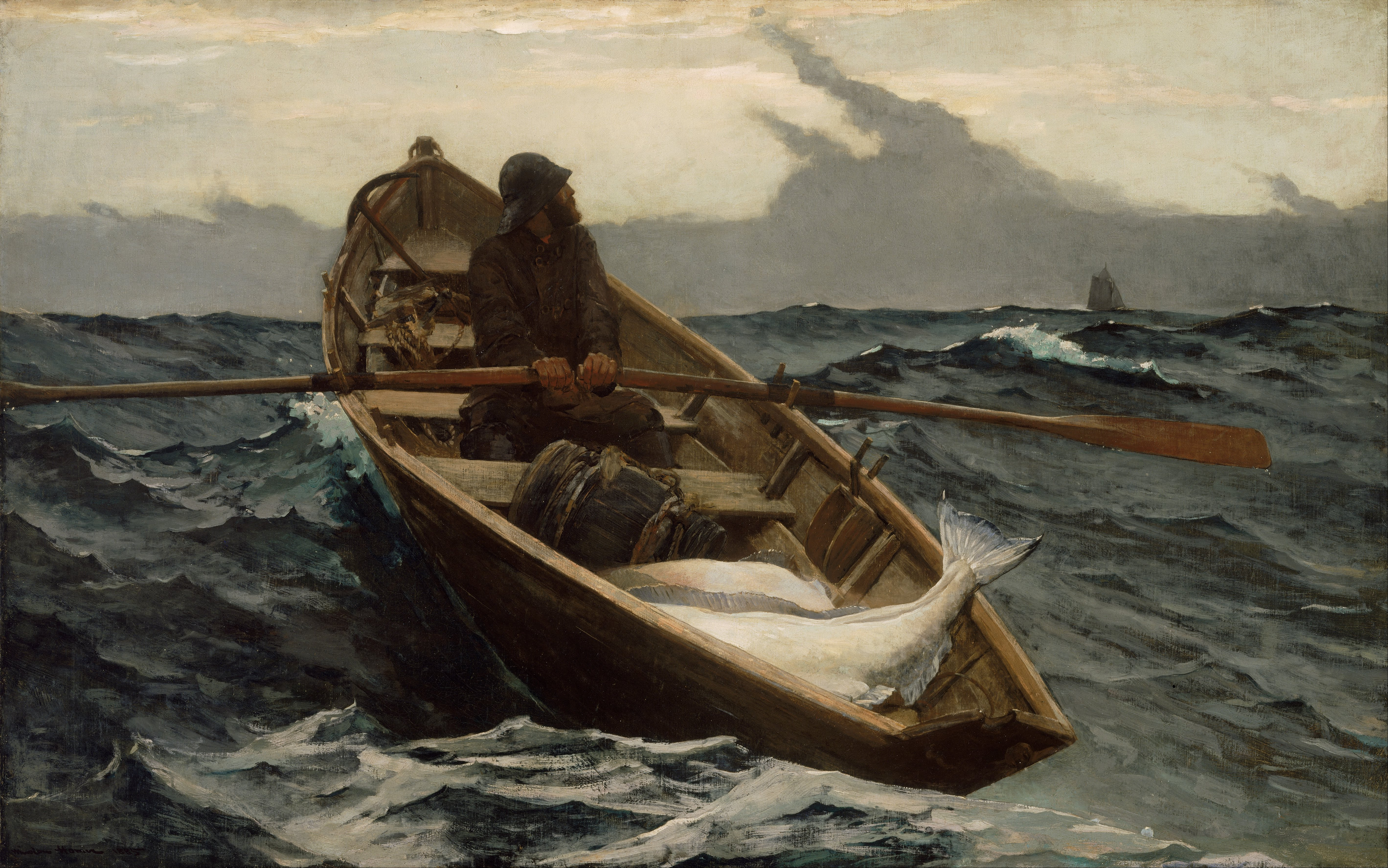
Вінслов Гомер. Тривожний сигнал про туман (1885)

### Портретний живопис

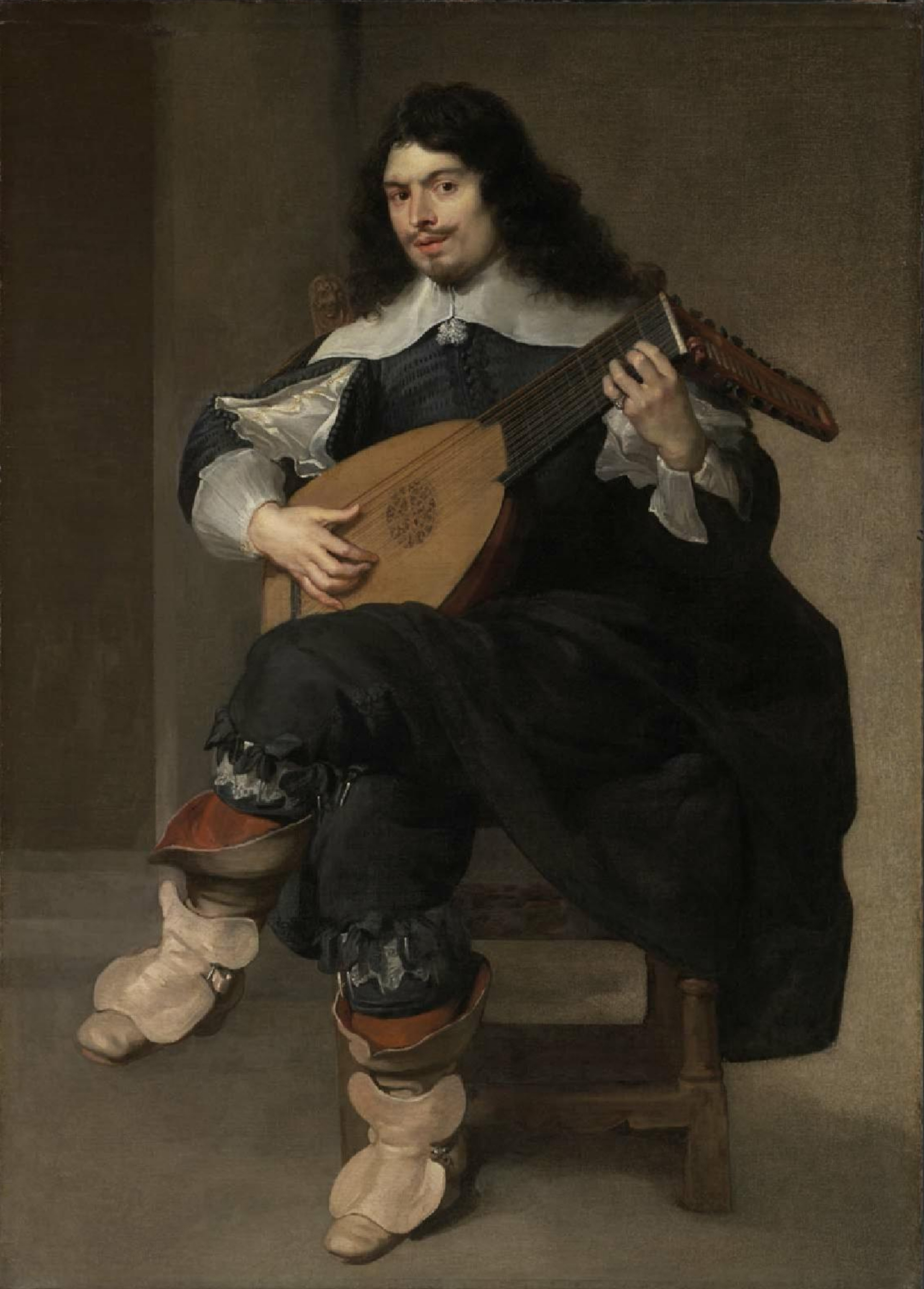
Жан де Рейн. «Невідомий з лютнею» (XVII ст.)

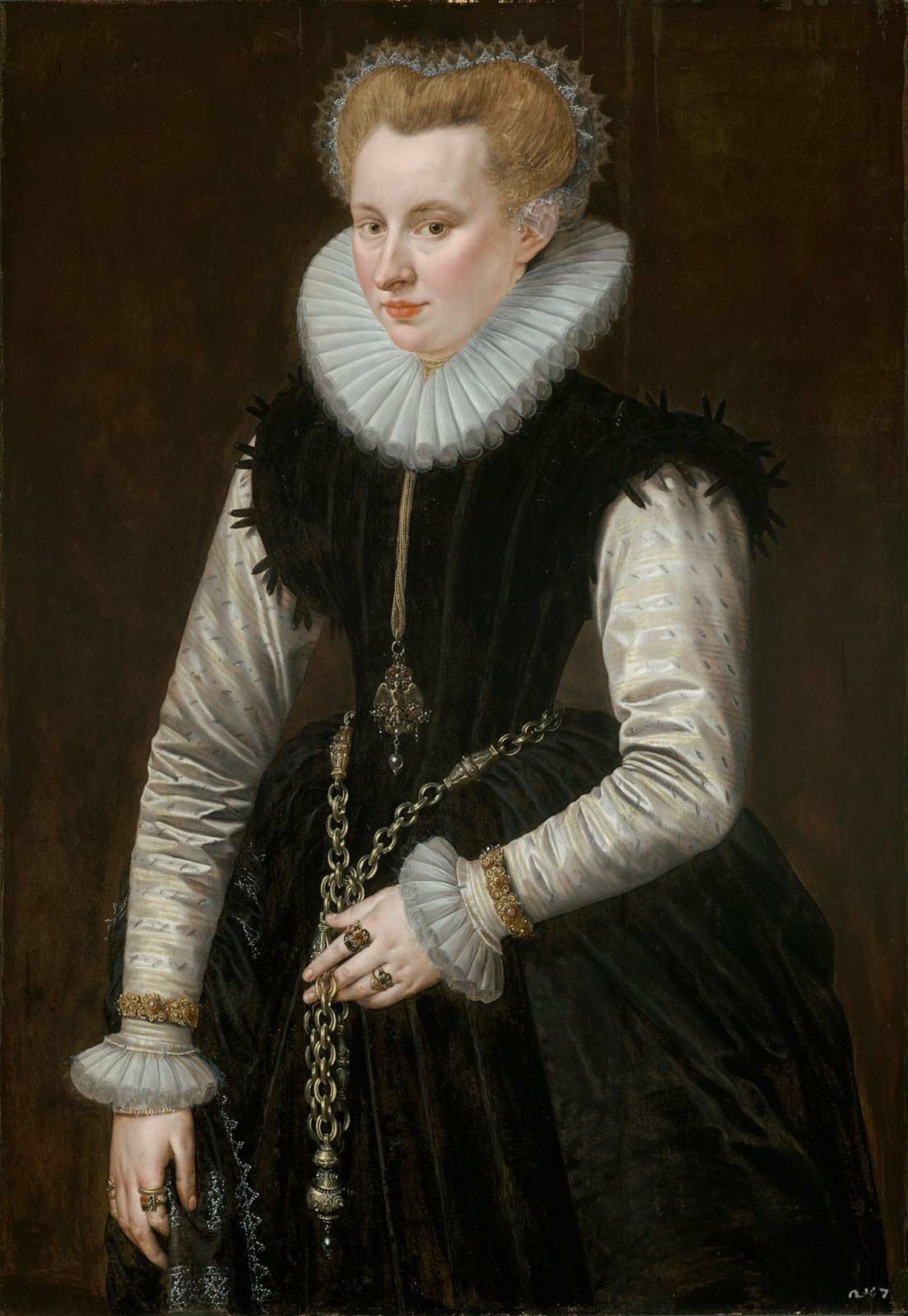
Франс Поурбюс старший. «Портрет шяхетної дами» (1581)
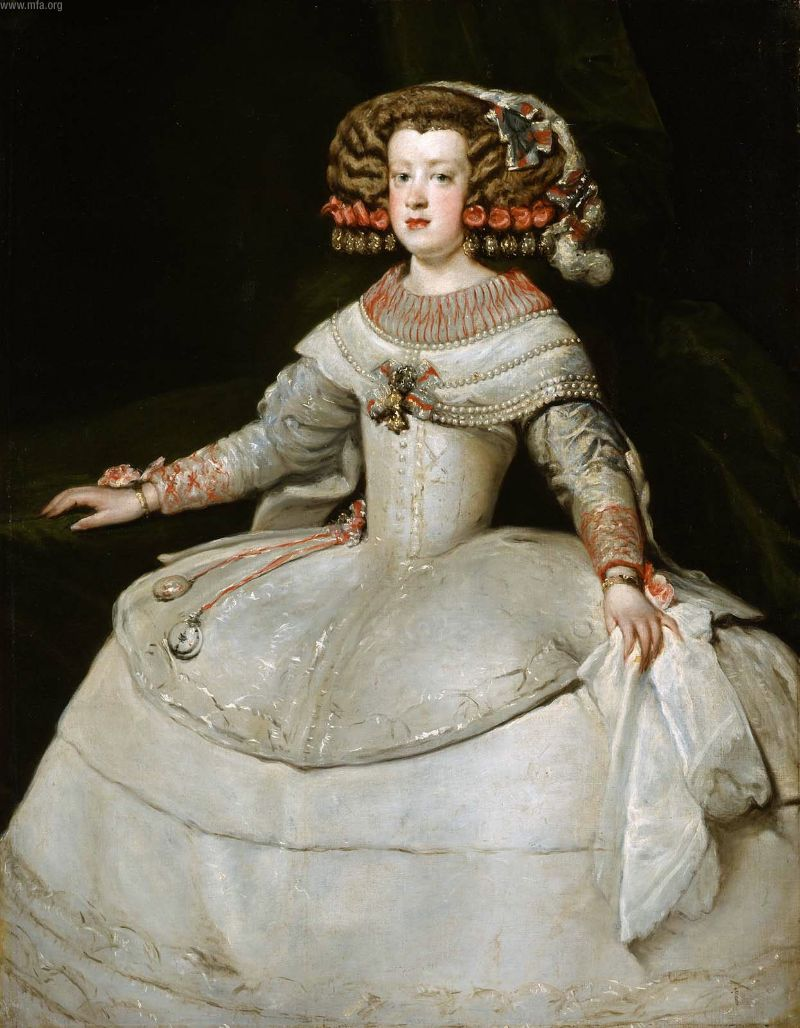
Дієго Веласкес. «Принцеса Марія Тереза» (1653)
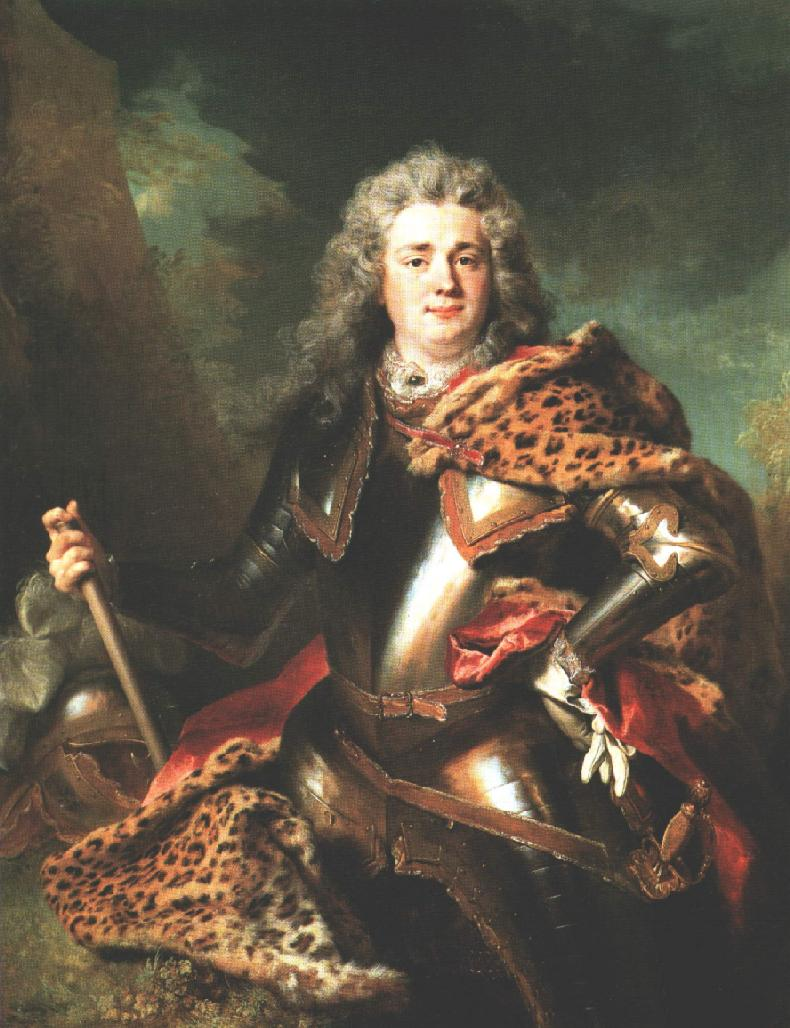
Ніколя де Ларжильєр. «Франсуа де Конте, граф де Бірон» (1714)
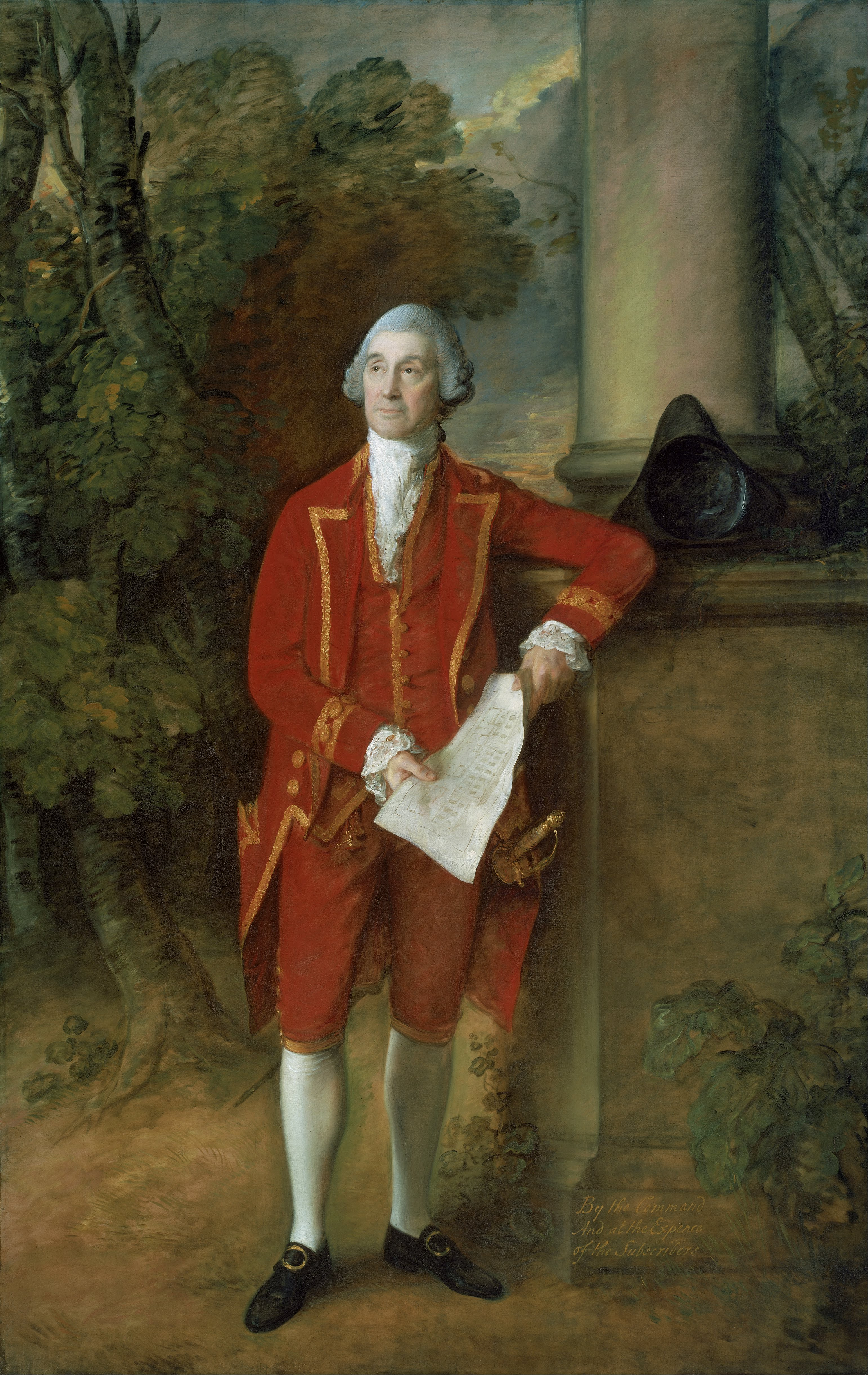
Томас Гейнсборо. «Джон Ерл » (бл. 1775)
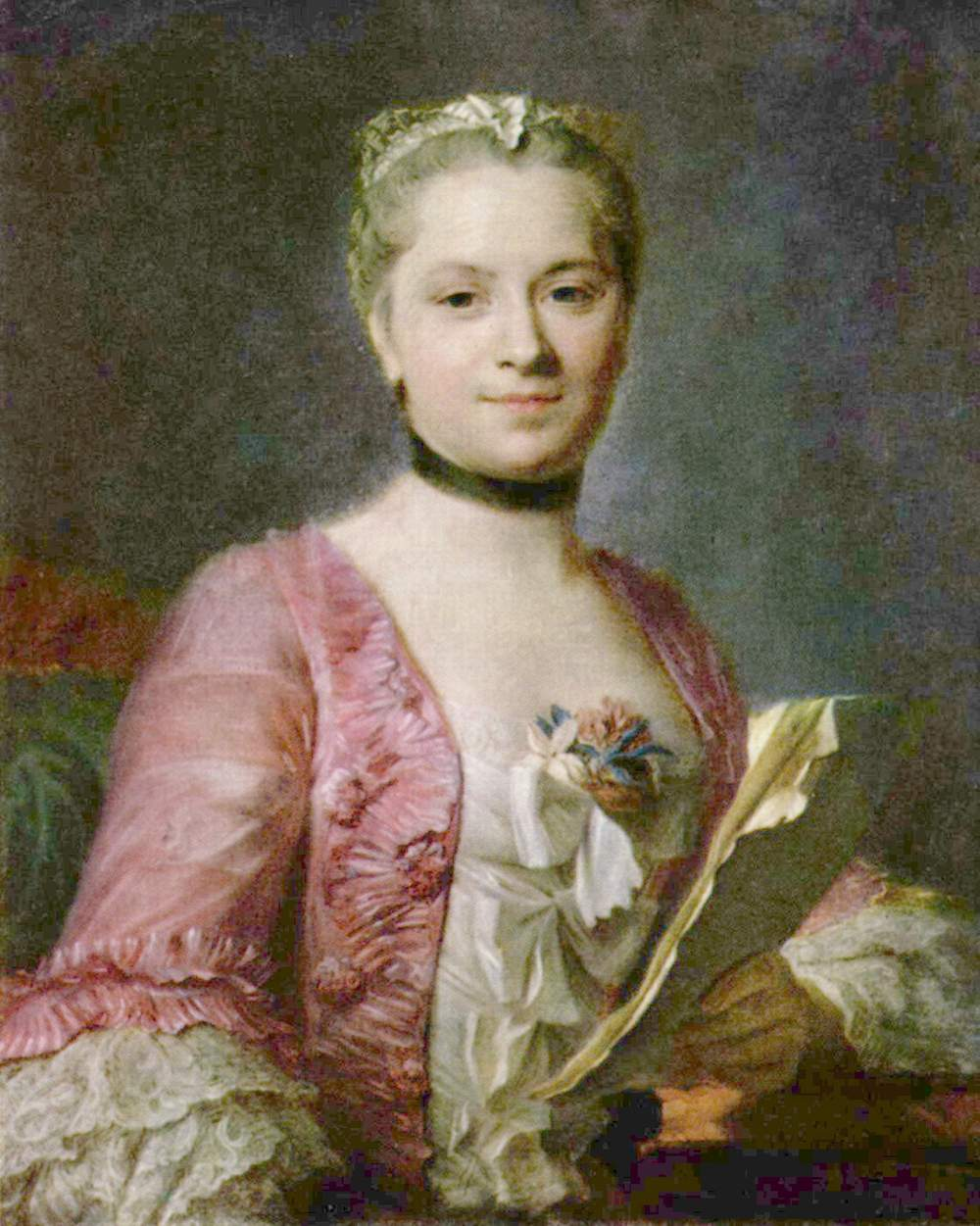
Моріс Кантер де ла Тур. «Портрет шяхетної дами» (до 1760)
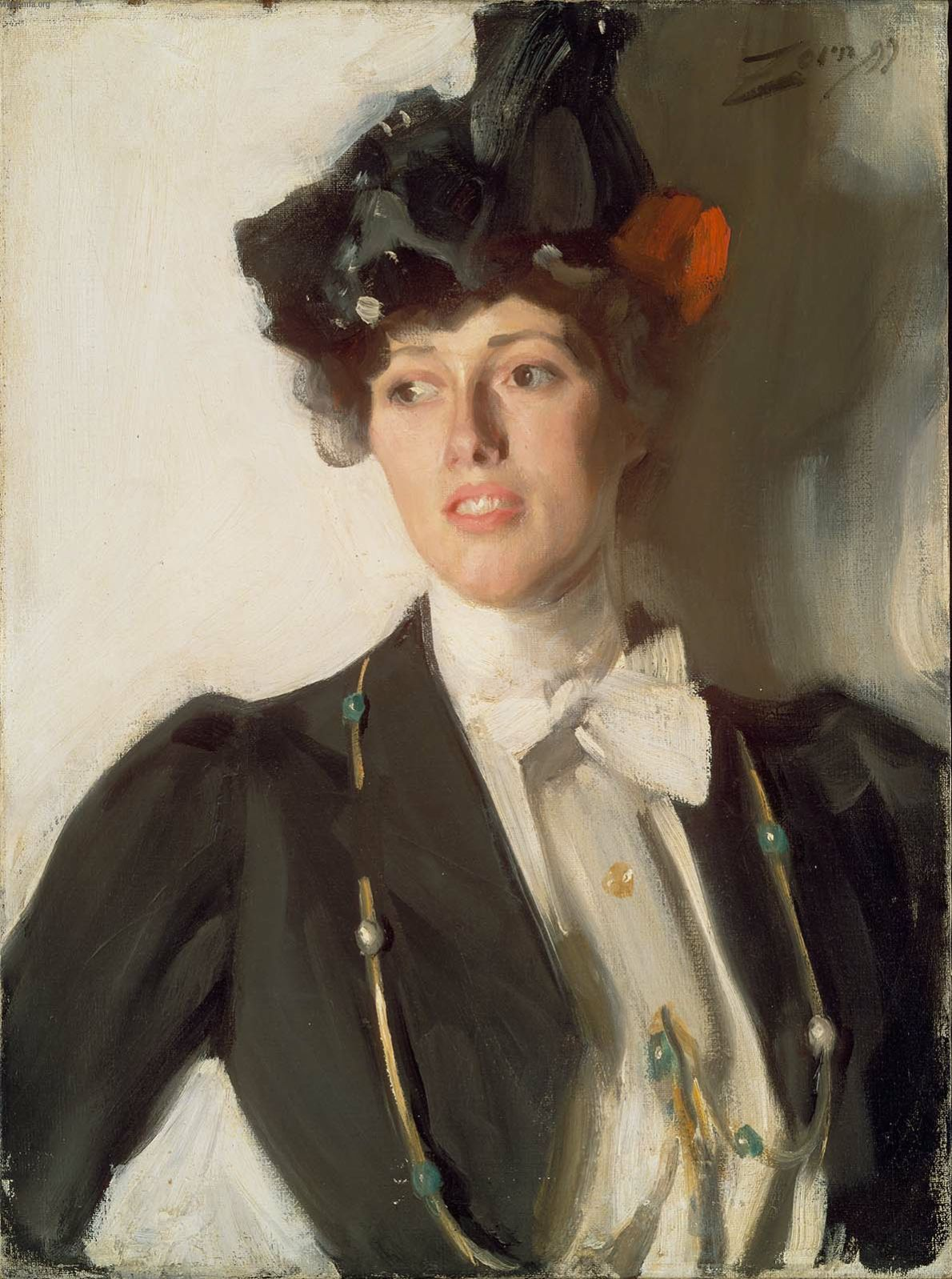
Андерс Цорн. «Марта Дана»,  1899 р., Бостонський музей образотворчих мистецтв.

### Скульптура

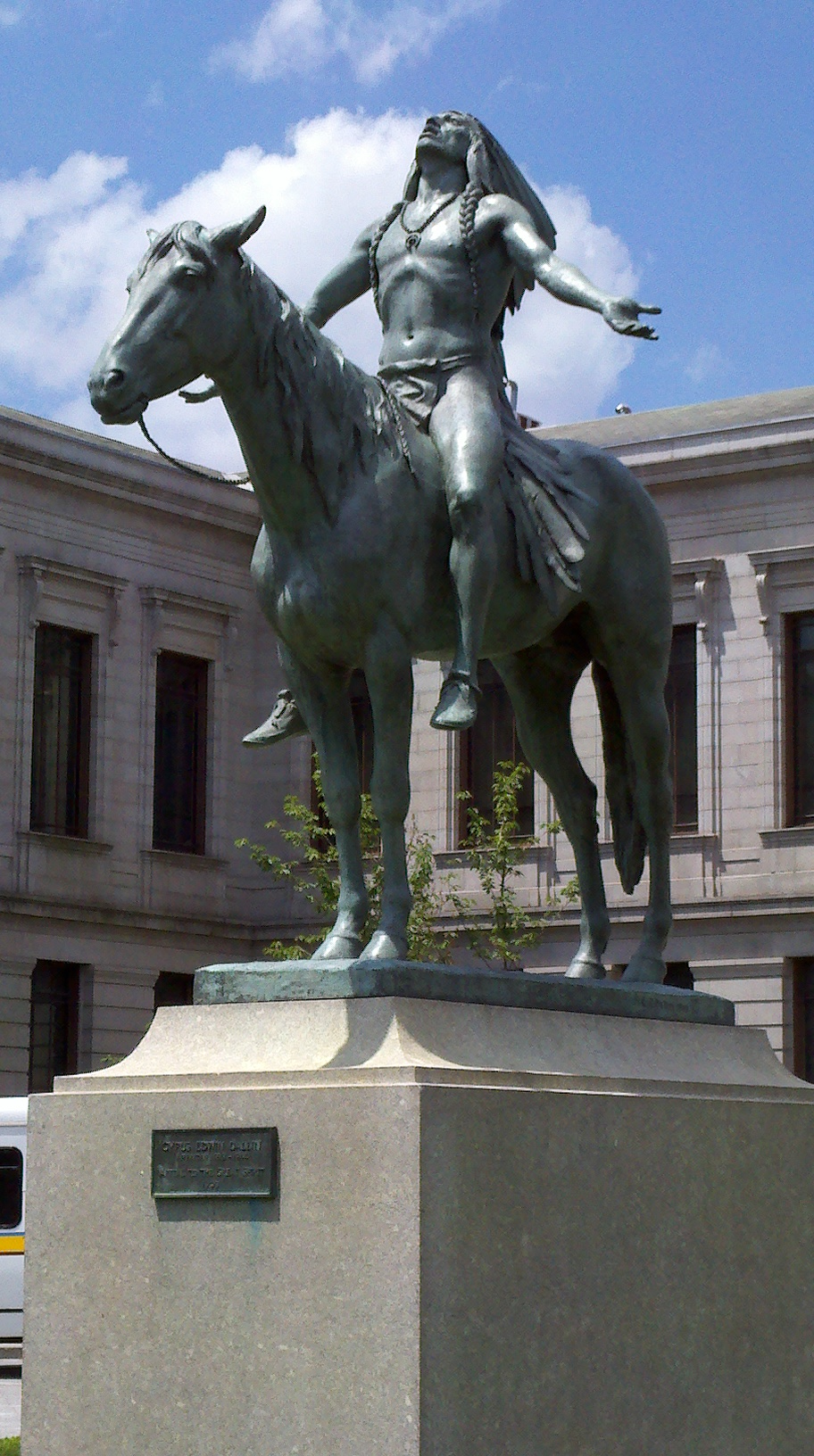
Сайрус Даллін. «Звернення до Великого Духа» (1909)
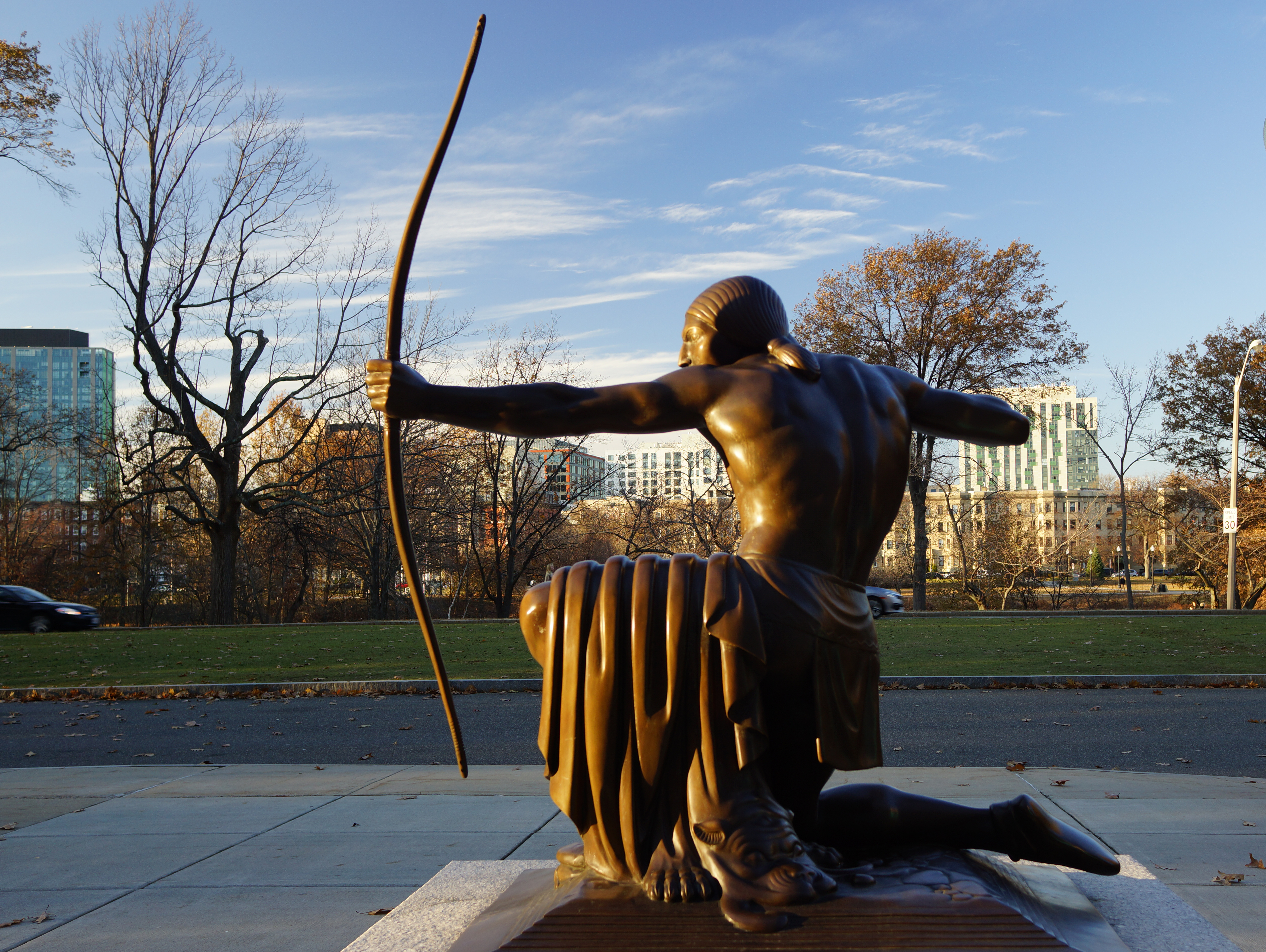
Пол Меншип. Індіанець